# Лем, Станислав
Стани́слав Ге́рман Лем (пол. Stanisław Herman Lem; 12 сентября 1921, Львов, Львовское воеводство, Польша — 27 марта 2006, Краков, Польша) — польский философ, футуролог и писатель (фантаст, эссеист, сатирик, критик). Его книги переведены на более чем 50 языков, продано более 40 млн экземпляров. Автор философского труда «Сумма технологии», в котором предвосхитил создание виртуальной реальности, искусственного интеллекта, развил идеи автоэволюции человека, сотворения искусственных миров и другие.
Первый литературный успех пришёл к Лему в 1951 году после публикации романа «Астронавты». Станислав Лем писал о трудностях общения человечества с внеземными цивилизациями, о технологическом будущем планеты. Более поздние его работы посвящены идеалистическому и утопическому обществу и проблемам существования человека в мире, в котором нечего делать из-за развития технологий. Его сообщества внеземных миров включают рои механических самоорганизующихся «насекомых» («Непобедимый»), разумный Океан («Солярис») и другие. Проблемы технологической утопии рассматриваются в романах «Возвращение со звёзд», «Мир на Земле», «Осмотр на месте» и в цикле «Кибериада». Постепенно в творчестве Лема наметился уход от литературной проработки занимавших его проблем. Вышедший в 1968 году «Глас Господа» имеет крайне скудный сюжет, служащий фоном для теоретических рассуждений о возможных форме и содержании контакта с внеземными цивилизациями. Во многих художественных произведениях Лема встречаются квазиавтобиографические вставки, как, например, описания переживаний главного героя в повести «Ананке» (цикл «Рассказы о пилоте Пирксе»). Следы воспоминаний о Холокосте присутствуют в ранней трилогии «Неутраченное время», в эпизодах романов «Глас Господа», «Солярис» и в автобиографическом «Высоком замке».
К философской прозе Лем обратился в начале 1950-х годов в своих посвящённых кибернетике «Диалогах». В 1960-е годы Лем публиковал всё больше философских статей и книг, уже не имеющих много общего с литературой в собственном смысле. «Сумма технологии» (1964) вызвала интерес и полемику в философских кругах на тему возможных перспектив мира в эпоху после научно-технической революции. В «Философии случая» (1968) Лем представил свою теорию литературы. Писатель полемизировал с польскими философами, наиболее известен его спор с Лешеком Колаковским. Произведения Лема изобилуют интеллектуальным юмором, игрой слов, всевозможными аллюзиями. Лем является автором многочисленных неологизмов, которых насчитывают более 1500. После 1989 года Лем прекратил писать художественную литературу и практически оставил философию. В поздних сборниках эссе, таких как «Тайна китайской комнаты» (1996) и «Мегабитовая бомба» (1999), Лем вернулся к теме искусственного интеллекта и информационного взрыва. В сборнике «Мгновения» (2000) он вновь обратился к проблемам «Суммы технологии»: жизнь на Земле и во Вселенной, эволюция, генная инженерия. Последние несколько сборников включают фельетоны, создававшиеся на протяжении многих лет для различных изданий. В последних статьях Лем предсказывал неизбежный военный конфликт в мировом масштабе.
Наибольшей популярностью творчество Лема пользуется на родине, в России и в США. В отличие от Польши, в немецкоязычных странах, Австрии, ГДР, ФРГ и Швейцарии, критики и читатели рано оценили как художественные достоинства, так и выходящие за рамки научной фантастики рационализм, научную смелость и устремлённость в будущее прозы Лема. Начиная с 1973 года престижное немецкое издательство Suhrkamp Verlag публиковало его книги и посвящённые ему исследования. В литературоведении изучение творчества Лема получило название «лемология», а специалистов по творчеству польского писателя называют «лемологами».
Станислав Лем был удостоен высоких государственных наград Польши, в том числе — золотой крест Заслуги, Орден Белого орла, командорский и офицерский кресты Ордена Возрождения
Польши, государственная премия ПНР I степени за литературное творчество. В 1981 году Лем получил почётную учёную степень Вроцлавского технологического университета, а позднее — Опольского, Львовского и Ягеллонского университетов. Почётный доктор Львовского медицинского университета.

## Биография

### Становление

#### Детство
Станислав Лем родился 12 сентября 1921 года во Львове в полонизировавшейся еврейской семье. Его родителями были врач-отоларинголог Самуэль Лем (нем. Samuel Lehm, 1879—1954) и его жена Сабина Воллер (1892—1979). Первоначально фамилия писалась как Lehm, что в переводе с идиша значит «глина». Самуэль принял полонизированное написание своей фамилии примерно в 1904 году, тогда как среди его многочисленных родственников вплоть до начала Второй мировой войны встречалось и прежнее написание. У деда писателя с отцовской стороны, Герша-Германа Лема, было семь братьев и сестёр, благодаря которым семейство Лемов было крайне обширным. В 1899 году Самуэль окончил 4-ю гимназию имени Яна Длугоша в Лемберге и в 1909 году медицинский факультет Львовского университета. В 1902 году он вошёл в правление общества еврейских аспирантов (Towarzystwo Rygorozantów Żydowskich), где его товарищем был Эмиль Зоммерштейн, впоследствии один из лидеров сионистского движения в стране. В 1912 году получил степень доктора философии в Кракове. В молодости Самуэль Лем сочинял стихи и прозу, был автором нескольких научных статей, в том числе в 1928 году издал совместную публикацию с известным микробиологом и философом Людвиком Флеком. В Первую мировую войну Лем-старший служил на границе с Италией, потом в Пшемысле, затем попал в плен, чудом избежал расстрела и занимался лечением больных в Туркестане. О матери в одной из своих бесед с литературоведом Станиславом Бересем писатель сообщал, что она происходила из очень бедной семьи и не имела никакой специальности. Томаш Лем к рассказу о своей бабушке добавлял, что она ослепила его деда своей красотой, и то был брак по любви. Родители Станислава поженились 30 мая 1919 года. Семья была состоятельной и, помимо врачебной практики отца, имела другие источники дохода — от своих родителей Самуэль получил в наследство два доходных дома. Станислав был единственным ребёнком в семье. По мнению биографа Войцеха Орлинского, Лемы относили себя не к евреям, а к полякам еврейского происхождения, чем и объясняется выбор имени мальчика. Сам писатель тему своего происхождения никогда публично не обсуждал.
Беллетризованными воспоминаниями о своём детстве Станислав Лем поделился в романе «Высокий замок» (1966). Хотя многие критики считают произведение лишь основанным на реальных событиях, сам Лем неоднократно подчёркивал, что в нём содержится не один лишь вымысел. Отец имел большое значение для мальчика, но из-за своей занятости не мог уделять ему много внимания. Мать, по-видимому, не оказала на его становление большого влияния. Детство будущего писателя прошло в просторной шестикомнатной квартире в доме № 4 по Брайеровской улице (современная улица Богдана Лепкого), в окружении дорогих механических игрушек, французской гувернантки и прочей прислуги. Хотя львовский период жизни Лема не был наполнен внешними событиями, многие исследователи разделяют мнение о его важности для всего последующего творчества писателя. Читать и писать Сташек начал в возрасте четырёх лет. В статье «Книги детства» (1992) Лем вспоминал, что в чтении его никто специально не направлял, и он имел свободный доступ к домашней библиотеке. Первыми ему запомнились услышанные в возрасте четырёх лет детские стихи Янины Поразиньской. У юного Станислава долго сохранялся интерес к проектированию и конструированию различных механических приспособлений. Другим его увлечением были документы с печатями и штампами, дающие их обладателю огромные и таинственные полномочия. Учился он в гимназии имени Кароля Шайнохи с углублённым изучением немецкого языка. По свидетельству самого писателя, много позже он узнал от отставного школьного чиновника, что по результатам проводившихся 1936—1937 годах измерений, он со своим IQ более 180 был одним из самых умных детей в Южной Польше. Среди одноклассников и преподавателей Станислава были поляки, евреи и украинцы. Лем владел украинским языком, его учителем математики был профессор Львовского университета Мирон Зарицкий, отец участницы ОУН Екатерины Зарицкой. В мае 1939 года Лем получил аттестат с высшими отметками по всем предметам: законам Моисея, польскому, латинскому и немецкому языкам, истории, общественным наукам, биологии, физике (включая химию и астрономию), математике, началам философии, военной подготовке и физической культуре. Согласно распространённой версии, опирающейся на рассказ Лема, после окончания гимназии он сдал экзамены во львовскую «Политехнику». Тогда же Лем получил любительские водительские права.

#### В годы оккупации

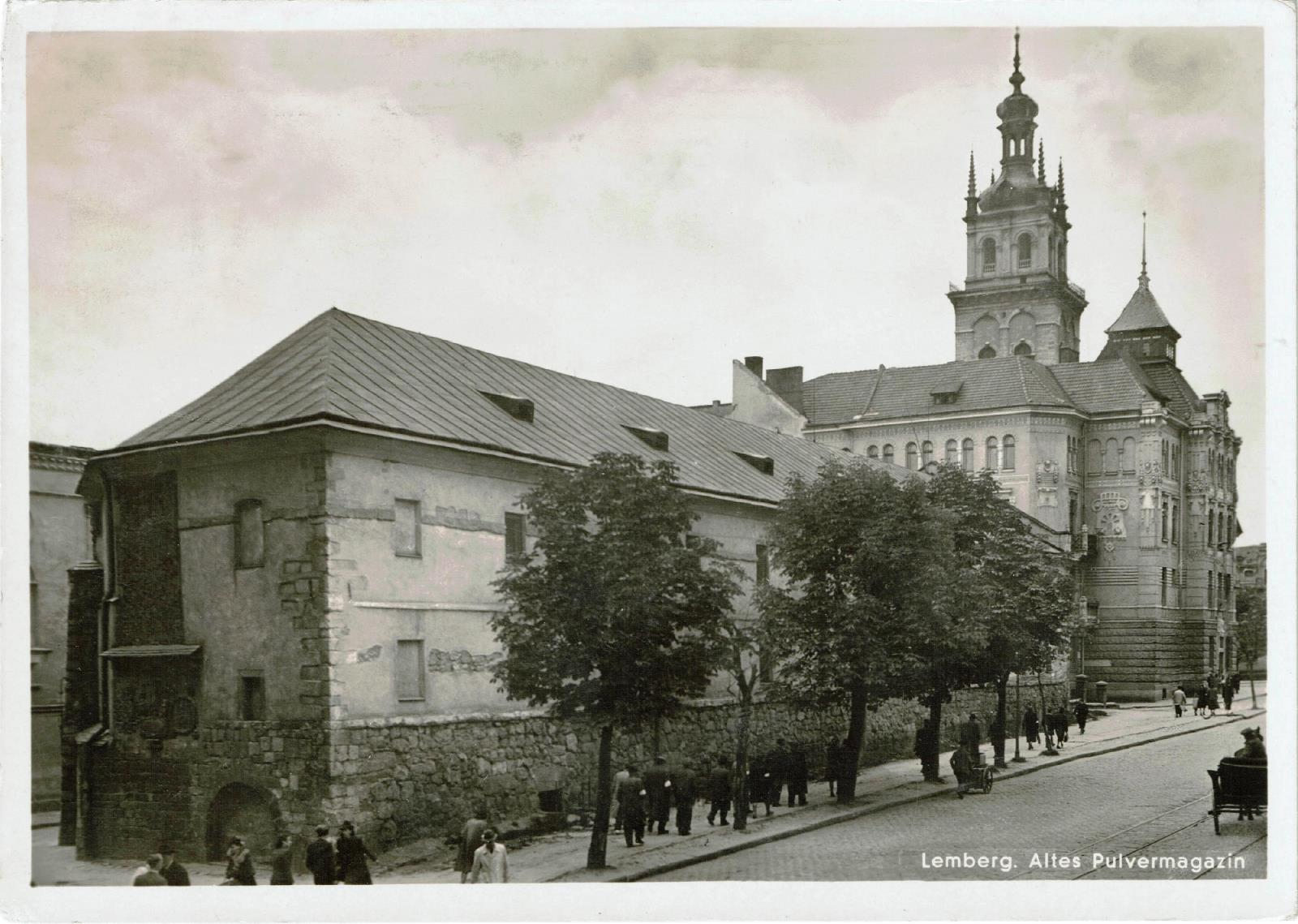
Евреи у синагоги во Львове, 1941 год

1 сентября началась Вторая мировая война — Нацистская Германия напала на Вторую Речь Посполитую. Вскоре правительство эвакуировалось в Залещики, куда уехал и старший кузен Станислава, писатель Ян Мариан Хешелес, известный под псевдонимом Мариан Хемар. Далее он бежал в Румынию, затем в Сирию, где воевал в составе Автономной Бригады Карпатских Стрелков, а после войны работал на Радио «Свобода». В семье Станислава Лема, кроме его родителей, Хемар был единственным, кто выжил в последующих событиях. Лем-старший тогда уже болел и не был готов к путешествиям, к тому же, как бывший офицер австрийской армии он надеялся на уважительное отношение со стороны представителей вермахта. С первого дня войны Львов подвергался бомбардировкам, 12 сентября начались бои на окраинах города. 18 сентября ко Львову подошли советские войска, и 22 сентября город капитулировал в пользу СССР, а в ноябре вся Западная Украина вошла в состав СССР. В своих воспоминаниях о периоде жизни в советском Львове Лем рассказывал о своём неприятии новой власти, о сочетании дикости и гротеска в восприятии имеющих «монгольские лица» советских солдат и работников НКВД. Хотя поляков часто выселяли из дорогих квартир, Лемы смогли сохранить своё жильё, к ним лишь подселили чекиста по фамилии Смирнов. В сложившихся условиях Станислав не смог приступить к учёбе в «Политехнике» из-за буржуазного происхождения. Станислав боялся быть призванным в Красную армию, но призывная комиссия признала его не годным по причине астигматизма. При помощи старых связей отца юноша поступил в медицинский институт, недавно образованный из медицинского факультета Львовского университета. Лемолог Л. Келлер считает дискриминацию по происхождению сомнительным объяснением такой перемены в планах, поскольку медицинское образование считалось тогда не менее престижным, и объясняет открывшуюся возможность работой Самуэля Лема в госпитале Красной армии. По мнению В. Волобуева, причиной смены университета был процветавший в «Политехнике» антисемитизм. Вероятно, в то время Лемы ещё не испытывали недостатка в деньгах, поскольку свою первую стипендию Станислав потратил на «трубку Гейслера». Воспоминания писателя о советском периоде жизни наполнены малозначительными бытовыми подробностями о невкусных сладостях и выступлениях циркачей, и только по отрывочным намёкам можно понять его отношение к происходившей во Львове чистке польской интеллектуальной элиты.

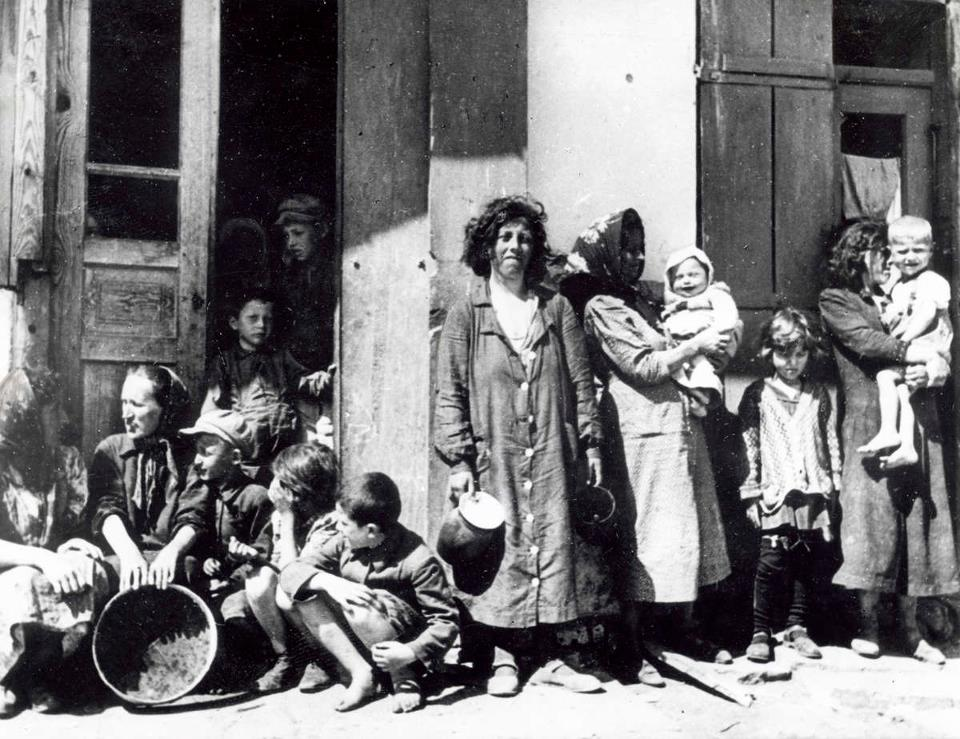
Евреи во Львовском гетто

В июне 1941 года город был оккупирован нацистской Германией, и занятия в университете прекратились. Многие родственники Станислава погибли в предшествовавших уходу советской власти расстрелах, последовавших за приходом немцев погромах или чуть позже в концлагере Белжец. Поводом для погрома стало обвинение евреев в расстреле заключённых в тюрьме «Бригидки». Родственник Лема, редактор популярной довоенной газеты «Chwila» Генрик Хешелес спасся из тюрьмы, но погиб в ходе антисемитского погрома. Его дочь Янина выжила и оставила воспоминания о событиях во Львове. Подробностей того, как Станиславу удалось выжить во Львовском холокосте, известно мало. Много лет спустя его жена Барбара просила интервьюеров не задавать много вопросов о том времени, поскольку потом он не может уснуть. Известно, что после погрома будущий писатель участвовал в уборке трупов; его переживания вошли в побочный эпизод романа «Глас Господа» (1968). 7 июля 1941 года оккупационные власти потребовали от всех евреев «до третьего колена» носить нашивку со звездой Давида, и В. Орлинский предполагает, что некоторое время Станислав её носил. Во второй половине года семья покинула квартиру на Браеровской и переехала сначала на улицу Бернштайна, а затем разделилась, и Станислав стал жить на Зелёной улице. Осенью 1941 года ему удалось устроиться в фирму по заготовке вторсырья «Rohstofferfassung» в качестве «автомеханика и автоэлектрика» — подтверждением квалификации служили полученные до войны водительские права. За пять злотых в день Лем собирал по городу железный лом и потом в гараже разрезал его на части. Возможно, тогда же Станислав получил кенкарту на имя армянина Яна Донабидовича. Наличие «хороших» документов и работы на некоторое время давали надежду на спасение. Его родителям тоже удалось избежать депортации во Львовское гетто. В своих рассказах Лем упоминал о связях с антифашистским подпольем, но не сообщал подробностей. Примерно в феврале 1943 года, когда немцы приступили к уничтожению последних оставшихся во Львове евреев, Станислав бросил работу и начал скрываться. В те несколько месяцев, когда он жил в городе полностью нелегально, был написан его первый роман «Человек с Марса». Тетради со стихами, написанными в то же время, не сохранились. Где Лем жил с начала 1943 года до середины 1944 года, когда немцев выбили из города, неизвестно.
После восстановления советской власти Лемы не вернулись в квартиру на Браеровской, она уже была занята, а поселились в доме 30 по улице Сиктуской. Станислав вернулся к учёбе на врача, вновь пойдя на второй курс. Сохранилось письмо Лема в Наркомат оборонной промышленности с несколькими проектами бронетехники и сопроводительным описанием рекламного характера. Предложения были рассмотрены, но отвергнуты как нереализуемые. Обнаруживший данный документ белорусский исследователь творчества Лема Виктор Язневич предполагает, что таким образом Станислав подготовил обоснование своей лояльности на случай, если бы вскрылось его сотрудничество с «Rohstofferfassung». В 1945 году медицинский факультет возглавил физиолог из Харькова Анатолий Воробьёв, отметивший энтузиазм Станислава, который препарировал лягушек и написал псевдонаучный трактат «Теория функций мозга». 17 июля 1945 года Лемы поездом выехали в Краков, оставив во Львове практически все вещи и библиотеку. В Кракове они поселились в двухкомнатной квартире своих львовских друзей Колодзеев на Силезской улице.

#### Первые шаги в литературе
В Кракове Лему-старшему, несмотря на преклонный возраст, пришлось искать работу, и с 1 октября 1945 года он поступил в штат больницы Управления безопасности. Станислав собирался устроиться сварщиком или автомехаником, что давало бы хороший доход в 2000 злотых, но отец настоял, чтобы он продолжил изучать медицину в Ягеллонском университете. Испытывая стремление к научной работе, в 1947 году Лем познакомился с профессором Мечиславом Хойновским, который оценил «Теорию функций мозга» как полную чушь, но пригласил одарённого студента участвовать в возглавляемых им науковедческих лекториях. Благодаря сотрудничеству с Хойновским Лем понял, как «работает» наука и осознал важность изучения английского языка. В. Орлинский полагает, что именно Хойновский был прототипом большинства гениально-безумных учёных в прозе Лема, властных и правдолюбивых, склонных к языковым архаизмам. Работая на полставки в журнале «Życie Nauki» («Жизнь науки»), Станислав получал 500 злотых за ведение обзоров американской и канадской научной периодики. В том же году в «Польском врачебном еженедельнике», а затем отдельной брошюрой, вышла его работа «Этиология опухолей». Закончив обучение в 1948 году, Станислав Лем отказался сдавать выпускные экзамены, не желая становиться военным врачом, и получил всего лишь сертификат об окончании курса обучения. Предъявив его, Лем устроился врачом-гинекологом в городскую поликлинику и успел принять 26 родов. Непродолжительный врачебный опыт оказал глубокое влияние на творчество писателя, особенно на раннем этапе. Как отмечает лемолог Ежи Яжембский, персонажи-врачи у Лема выражают гораздо больше сочувствия к другим, как людям, так и инопланетянам.
В условиях послевоенной Польши, когда в паспорт проставлялась отметка о профессии, несостоявшемуся врачу Лему было важно получить официальный статус в качестве писателя. Ещё ранее, одновременно со своими научными занятиями, Станислав не оставлял литературных увлечений, продолжал писать стихи и вступил в Кружок молодых авторов при краковском отделении Профсоюза польских писателей. Поданная в 1946 году заявка на вступление в Профсоюз была отклонена. Не проявляя политической принципиальности, он сотрудничал с изданиями разной направленности. Наиболее плодотворные отношения сложилось с возглавляемым Ежи Туровичем католическим еженедельником «Tygodnik Powszechny» и левым журналом «Кузница». Станиславу удавалось продавать множество разноплановых сочинений, от детективных историй про сообразительного журналиста до производственной повести и драматического рассказа про Холокост. С 1946 по 1948 год Лем опубликовал одну повесть (в 1946 году журнал «Nowy Świat Przygód» купил у него небольшой научно-фантастический роман «Человек с Марса»), семнадцать рассказов, двенадцать стихотворений и один перевод русского стихотворения («Суд в Краснодаре» Ильи Сельвинского). Своему поэтическому творчеству Лем не придавал особого значения и впоследствии не стремился переиздавать. Писатель не ценил и ранние рассказы, считая их несерьёзными и написанными ради заработка, и запрещал публиковать. Публикации того времени не вызвали читательского интереса и не принесли своему автору большого дохода. В сентябре 1948 года, после четырёх недель напряжённой работы, он завершил первое крупное произведение, роман о немецкой оккупации «Больница Преображения». Стремясь продать роман издательству «Гебетнер и Вольф» Станислав несколько недель ездил в Варшаву для обсуждения идеологической направленности произведения. Переговоры длились несколько лет и привели к появлению двух дополнительных, менее «декадентских» и «реакционных» томов. В 1949 году по той же причине частное Краковское издательское объединение отказалось публиковать его сборник рассказов «Разведка и атомы».
На рубеже 1950-х годов Лем ещё не определился окончательно, собирается ли он связать своё будущее с медициной или литературой. В 1948—1950 годах он работал младшим ассистентом в анатомическом театре при университете, и около 1950 года познакомился со студенткой-медичкой Барбарой Лесьняк (1930—2016, Barbara Leśniak), которая была младше его на девять лет. Период ухаживаний длился три года, поскольку Станислав пугал свою избранницу необычным поведением и подавлял интеллектуально. В Кракове Лем поддерживал обширный круг знакомств в литературно-художественной среде, его дружба с юристом Ежи Врублевским и художником Романом Хуссарским продолжилась на десятилетия. Некоторое время молодой литератор ухаживал за поэтессой Виславой Шимборской, будущей нобелевской лауреаткой. Для своих приятелей Лем написал и показывал в лицах гротескное произведение «Низкопоклонство. Дррама не одноактная», в котором зло высмеивал сталинизм. «Низкопоклонство» не предназначалось для печати и долгое время считалось утраченным. После смерти писателя текст был обнаружен и в 2009 году опубликован. Сохранилась и магнитофонная запись с авторским чтением. В. Волобуев сомневается в принципиальности антикоммунистической позиции молодого Лема и указывает на многочисленные противоречия и нестыковки в его более поздних рассказах. Так, из дневников приятеля Лема, писателя Яна Юзефа Щепаньского известно, что в первой половине 1950-х годов Станислав был воодушевлён идеей коммунистического переустройства мира, придерживался марксистской идеологии и принципа «партийности литературы». В статье 1953 года «Империализм на Марсе» он противопоставил американской фантастике, которая под видом будущего описывает ужасное настоящее капитализма, фантастику соцстран, действительно устремлённую в грядущее. По мнению исследователя, подверженность Лема коммунистической пропаганде можно объяснить его легковерностью, о чём также писал его сын. В 1951 году совместно с Хуссарским Лем написал весёлую пьесу «Яхта „Парадиз“», поставленную в театрах Ополе, Лодзи и Щецина. Авторов пьесы в своём докладе с одобрением отметил глава польских писателей Ежи Путрамент, отнеся их к числу тех, у кого «элементы социалистического реализма начинают заметно преобладать».

### От фантастики к философии

#### Путь к славе

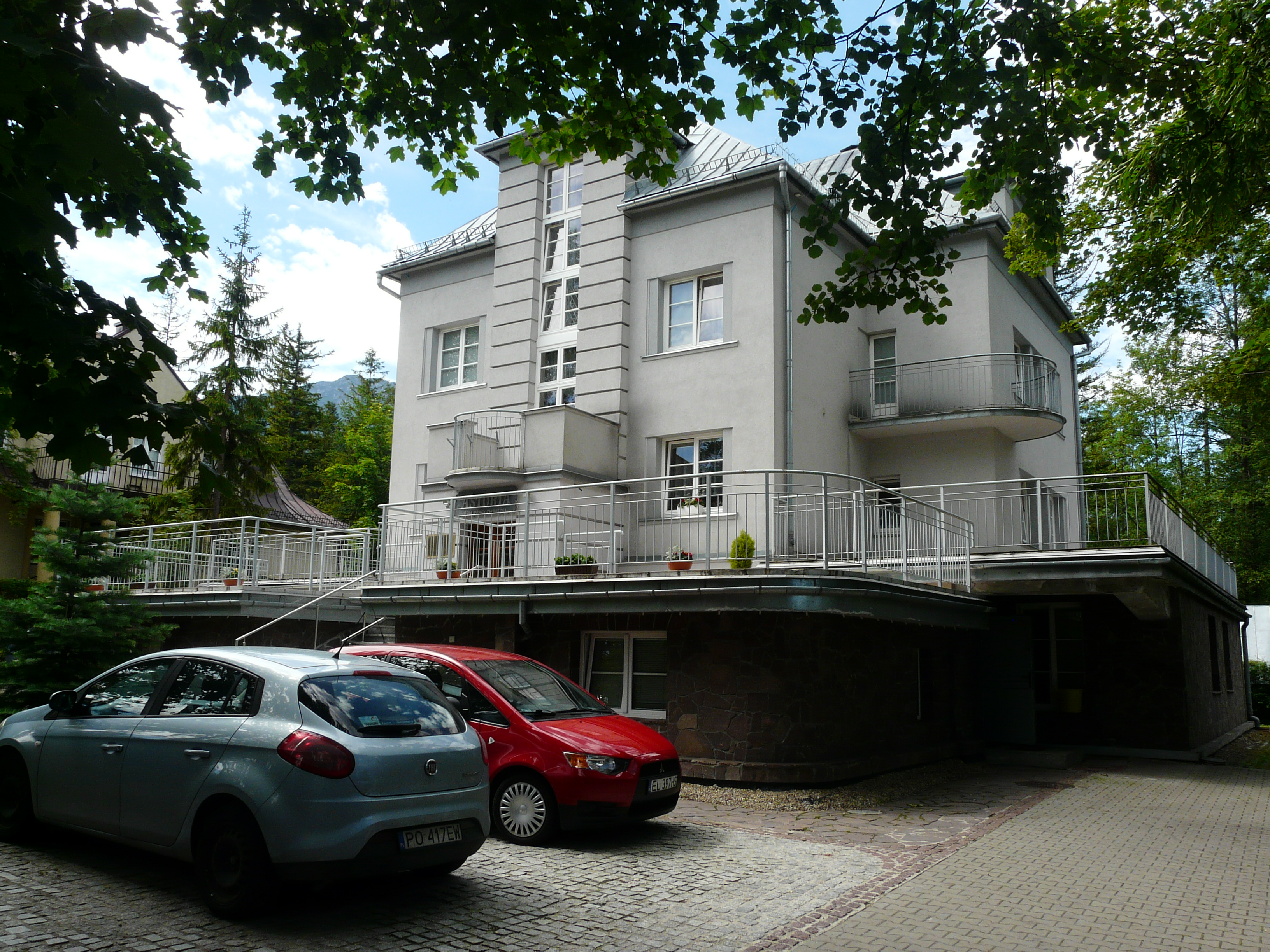
Дом творческого труда в Закопане (вилла «Автория»), где были написаны многие произведения Станислава Лема

К рубежу десятилетия писательская судьба Лема не складывалась. Его рассказы и научно-популярные тексты изредка публиковались, но в 1949 году он вновь не был принят в СПЛ по причине отсутствия изданных книг. Никто, кроме нескольких цензоров и отца не мог оценить «Больницу Преображения», хотя в 1950 году небольшой отрывок из «Неутраченного времени» появился на страницах солидного журнала «Twórczość». Поворотным моментом в писательской карьере Лема стало знакомство с главой издательства «Czytelnik» Ежи Паньским. Согласно воспоминаниям Лема, спасаясь от аллергии в Закопане, он разговорился с Паньским на тему отсутствия в социалистической Польше своей фантастики, в результате чего возникла идея написать роман в духе Герберта Уэллса и Жюля Верна. Вскоре от издательства поступил официальный заказ на книгу для молодёжи, а в следующем году вышел роман «Астронавты». Сюжетной основой стала высказанная в 1950 году советским фантастом Александром Казанцевым «инопланетная» гипотеза о природе Тунгусского метеорита. Произведение вызвало бурные споры в Польше и принесло Лему первые переводы, в 1954 году «Астронавты» были изданы в ГДР. На родине многие критики упрекали Лема в технических и идеологических неточностях, хвалили и ругали за изображение мира коммунистического будущего — упрёки вызвал общегуманистический, а не коммунистический пафос, и обращение астронавтов друг к другу «пан», а не «товарищ». В отличие от «Больницы Преображения», новая книга сына Самуэлю Лему не понравилась. В 1952 году Лем работал над новым романом «Магелланово облако», читая отрывки своим друзьям. Учтя опыт «Астронавтов», действие нового произведения писатель отнёс к XXXII веку, далёкому будущему победившего коммунизма, когда страдавших в застенках гестапо мучеников уже почти никто не помнит. В романе Лем представил подробные описания технологий будущего, в том числе напоминающую Интернет «Библиотеку Трионов», а под названием «механоэвристика» у него появилась опальная в те годы кибернетика. В 1953 году работа была завершена, и с новогоднего номера до августа 1954 года роман печатался в журнале «Przekrój». В 1953 году издательство «Iskry» заказало у Лема сборник рассказов. Под названием «Сезам и другие рассказы» он вышел в следующем году, и включал как наиболее идеологически выдержанные из старых рассказов («Топольный и Чвартек», «Сезам», «Клиент ПАНАБОГА», «Агатотропный гормон»), так и новые, включая несколько про Ийона Тихого. Хотя рассказ «Топольный и Чвартек» Лем в числе прочих ранних рассказов позднее отказывался переиздавать и считал самой своей большой «соцреалистической мерзостью», в нём он впервые высказал предположение о возможности существования стабильных сверхтяжёлых элементов. К числу своих неудач Лем отнёс и 26-е путешествие Ийона Тихого (1954), в котором знаменитый звездопроходец попал в тюрьму в маккартистской Америке и предстал перед Комиссией по расследованию антиамериканской деятельности. А. Гаевская полагает, что антиимпериалистические произведения были ключом к преодолению цензурных ограничений, хорошо известным польским писателям того времени.
Став автором нескольких получивших популярность книг, Лем существенно поправил финансовое положение семьи. Он смог вернуться к своему прежнему хобби — коллекционированию странных машин, и стал совершать регулярные поездки в горы на лыжные прогулки. Весну и лето 1953 года он провёл в походах по Татрам, от которых его не отвлекла даже всеобщая скорбь по скончавшемуся в марте Иосифу Сталину. В сентябре 1953 года Станислав и Барбара тайно венчались в костёле, а в феврале следующего года официально зарегистрировали брак. Супруги не могли, в силу стеснённых жилищных условий, проживать совместно, и Станислав ездил к Барбаре на трамвае. В 1954 году Лемам и Колодзеям дали новую четырёхкомнатную квартиру в доме № 5 по улице Бонеровской. Мать писателя прожила в ней до своей смерти в 1979 году, а Самуэль Лем не дожил до переезда — он умер от инфаркта 5 января 1954 года. Ужиться в одной квартире Барбара и Сабина Лем не смогли, и вскоре Станислав приобрёл домик на южной окраине Кракова, взяв кредит в 120 000 злотых. Дом оказался плохо построен, в его подвале стояла вода, и ещё четыре года ушло на бесконечный ремонт.
В 1955—1956 годы Лем сотрудничал с различными изданиями. В краковском «Życie Literackie» вышли две его статьи о ядерном разоружении, осенью 1955 года издательство Wydawnictwo Literackie наконец опубликовало трилогию об оккупации «Неутраченное время», в «Пшекруе» появилась шуточная пьеса «Существуете ли вы, мистер Джонс?». Последнюю в июне 1956 года издала «Junge Welt» из ГДР, тогда же два рассказа Лема перевели в СССР. В середине 1950-х годов произведения Лема получали противоречивые отзывы в польской прессе. «Хрустальный шар» из «Сезама» имел успех и вышел в виде радиоспектакля, Ежи Путрамент упрекал автора «Астронавтов» и «Магелланова облака» в уклонении от развития темы контакта, другие критики указывали на технические несообразности. Завершающие части трилогии, «Среди мёртвых» и «Возвращения», были написаны в начале 1950-х годов и в ходе редакторской работы приобрели многочисленные соцреалистические акценты. Некоторые идеи, развитые в более поздних теоретических работах, Лем впервые высказал от имени персонажей «Больницы». Так, рассуждения поэта-нигилиста Секуловского о случайном характере и маловероятности эволюции на Земле встречаются затем в «Философии случая» и ряде других произведений. Поэтика трилогии к моменту своего выхода в 1955 году утратила актуальность, но её хвалили в прокоммунистическом католическом издании «Tygodnik Powszechny», сравнивая с «Хождением по мукам» Алексея Толстого. В 1955 году Станислав за неё получил свою первую высокую государственную награду — золотой крест Заслуги, вручаемый за трудовую или общественную деятельность. Хотя развлекательная литература приносила деньги и славу, Лем постепенно терял интерес к написанию «белиберды о будущем». В 1952 году он начал работу над «Диалогами», главной темой которых была кибернетика. Имена спорящих в нём отсылают к «Диалогам между Гиласом и Филонусом» Джорджа Беркли. С началом десталинизации и «гомулковской оттепели» Лем избавился от остатков коммунистических иллюзий, чему способствовали поездки в ГДР по поводу экранизации фантастических романов, и туристический круиз по Балтике с заходом в Осло и Копенгаген. Приём в Германии потряс Лема — его принимали как европейскую знаменитость, каждый вечер водили в театр, устроили ему несколько теле- и радиоинтервью и две пресс-конференции. Заехав в Западный Берлин, Лем ненадолго приобщился к капитализму, купил подарки Барбаре, и себе электрическую железную дорогу. Итогом путешествия в Скандинавию стало навеянное копенгагенским луна-парком описание космодрома в «Возвращении со звёзд», и путевые заметки о сытой бездуховности Запада, опубликованные в «Nowa Kultura». Летом 1956 года в «Пшекруе» вышло знаменитое Четырнадцатое путешествие Ийона Тихого, в которых появились курдли и загадочные сепульки. По словам В. Орлинского, именно с того момента Лем-«ремесленник пера» стал «Лемом-гением».

#### Успешный писатель

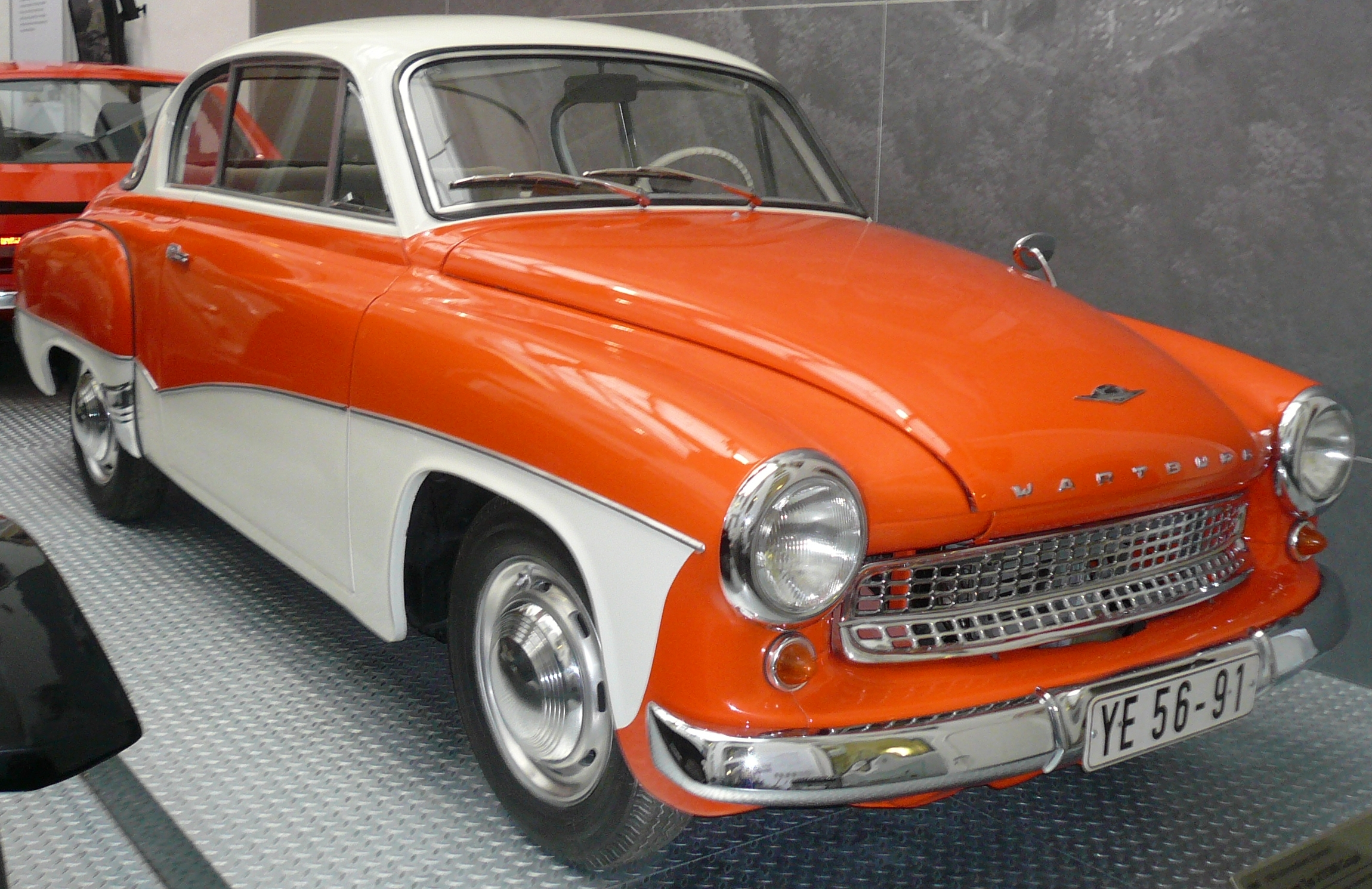
На полученные в ГДР гонорары Лем приобрёл самый дорогой из имеющихся в продаже автомобилей, купе-хардтоп Wartburg

В июне 1956 года Лем разорвал сотрудничество с «Nowa Kultura», когда редактор издания Леон Пшемский (Leon Przemski) отказался публиковать статью «Человек и власть» и отрывки из «Диалогов». Примыкая к группе реформаторски настроенных писателей («пулавян»), сохранявших надежду на преобразование системы путём обращения к работам Маркса и Ленина, Лем занял скептическую позицию. О своём неверии в возможность улучшения существующего режима Лем пишет в ноябре того же года драматургу Александру Сцибор-Рыльскому. По словам писателя, продолжение «социалистического эксперимента» невозможно без страшных материальных и моральных жертв, насилия и «аннигиляции» духовной жизни — марксизм умер, и дискуссия с партийными деятелями более невозможна. В январе 1957 года были закончены последние диалоги, в которых Лем рассуждал о возможности трансформации различных социальных систем. К маю были решены вопросы с цензурой, и в середине года «Диалоги» были опубликованы. Появление «Диалогов», в которых Лем не только опирался на идеи кибернетики и критиковал капитализм, но и указывал на недостатки социализма и полемизировал с Марксом, оказалось возможным благодаря кратковременной «оттепели». В марте того же года впервые под названием «Звёздные дневники» вышел сборник путешествий Ийона Тихого, число которых достигло восьми. 1957 год сложился удачно для Лема — помимо перечисленного, в еженедельнике «Zdarzenia» («Здажения»/«События») начали выходить его фельетоны, а по пьесе «Существуете ли вы, мистер Джонс?» вышел телеспектакль режиссёра Збигнева Кузьмински, за трилогию «Неутраченное время» была присуждена литературная премия Кракова. В апреле Лем приступил к своей второй попытке соединить фантастику с детективом. Как и в случае первой, «Испорченного детектива» 1955 года, работа над «Расследованием» шла тяжело, писатель не знал, как закончить роман. Продолжалась история с экранизацией в ГДР, что давало возможность Лему ездить в Берлин. Там он нелегально менял свои гонорары в восточных марках на западные марки, покупал на них товары, которые потом продавал в Польше. За свои советские и чешские издания Лем не получал ничего. Ремонт дома обходился дорого, но в сентябре 1957 года Станислав осуществил свою давнюю мечту и купил автомобиль. Им стала восточногерманская AWZ P70 Zwickau. В следующем году к прежним заботам добавились проблемы со здоровьем — сначала с почками, а с 1960 года появилась стенокардия. Лем постепенно становился самым популярным и высокооплачиваемым польским писателем, общий тираж его книг достиг полумиллиона экземпляров. К концу десятилетия переводы вышли в Болгарии, Венгрии, Голландии, Финляндии, в Чехословакии на чешском и словацком языках, Румынии, на латышском языке в СССР. С конца 1950-х годов частыми гостями в доме Лемов были писатели Ян Юзеф Щепаньский, Ян Блоньский и Славомир Мрожек. Об экстравагантных выходках Блоньского вспоминали Барбара Лем и племянник писателя, Михал Зых. С Мрожеком Лем сблизился на автомобильной почве, тот тоже купил P70. После переезда Мрожека в Варшаву, а затем во Францию и Италию, их переписка велась о философских, политических и литературных концепциях.
В апреле 1958 года Лем начал работать над рассказами, вошедшими в сборник «Вторжение с Альдебарана». В них впервые появляется пилот Пиркс. По предположению В. Орлинского, несколько из реалистичных рассказов сборника были написаны в надежде на экранизацию в Польше. В том же году был написан роман «Эдем», классифицируемый лемологами как начало лемовского канона. В отличие от предшествующих сочинений, писатель ни с кем не делился информацией о ходе работы над «Эдемом». В мае Лем сообщал Сцибору-Рыльскому, что по договору с издателями должен в 1959 году написать три романа. В июне он начал писать «Солярис», но после 120 страниц прервал работу и взялся за «Возвращение со звёзд». Третьим романом была «Рукопись, найденная в ванне», в конце 1960 — начале 1961 года существовавшая под рабочим названием «Космическая миссия». Работа над романами шла по уже сложившейся схеме — Лем придумывал развитие сюжета по ходу дела. Как позднее писатель признавался Бересю, слово «бетризация» в «Возвращении» появилось раньше, чем понимание, что оно означает, концепция «Солярис» постепенно складывалась. Окончательные акценты в «Рукописи» были расставлены после того, как друзья высказали сомнение в возможности издать такое произведение в социалистической Польше. В результате место действия было перенесено в Пентагон, а перспектива повествования отнесена к далёкому будущему. Для Польши таких изменений оказалось достаточно, и «Рукопись» была издана в 1961 году, но в СССР цензуру книга не прошла, и русское издание появилось только в 1994 году. «Возвращение со звёзд» стало неожиданностью для критиков и читателей, издательство «Czytelnik» выпустило его в своей остросюжетной серии «С таксой». В 1961 году вышел сборник «Книга роботов», куда из нового вошли одиннадцатое путешествие Ийона Тихого, рассказ «Терминус» из цикла о пилоте Пирксе и «Формула Лимфатера». В том же году «Магелланово облако» было включено в школьную программу, что вывело Лема в первые ряды официальных писателей. В 1959 году Лем получил офицерский крест ордена Возрождения Польши.
В начале 1960-х годов Лем получал многочисленные приглашения посетить капиталистические страны, от которых неизменно отказывался. В 1960 году супруги совершили автомобильную поездку в Чехословакию, в 1961 году они некоторое время жили в Югославии, а в ноябре 1962 года Лем приехал в СССР с делегацией польских писателей. К тому времени уже начал публиковаться «Солярис» в переводе Дмитрия Брускина, и советские читатели хотели из первых рук узнать разгадку тайны Океана и созданий F. Большое впечатление на писателя произвели встречи со студентами в МГУ, «разными кибернетиками, астрофизиками, математиками, не говоря уже о молодых писателях». Встреча с братьями Стругацкими, о которой позднее вспоминал Лем, по-видимому, в тот приезд не состоялась. Лем посетил СССР ещё дважды, в 1965 и 1969 годах. Во второй раз его сопровождали участники полёта «Восход-1» космонавты Владимир Комаров, Константин Феоктистов, Борис Егоров.

#### Мудрец из Кракова
В начале 1960-х годов Лем находился в глубокой депрессии. На него угнетающее действовала политическая обстановка. Состоявшийся в июле 1963 года XIII пленум ПОРП, на котором Владислав Гомулка потребовал укрепить идеологический фронт, многими был воспринят как конец оттепели. Писатель с тревогой наблюдал за блокадой Берлина, Корейской войной, Суэцким кризисом и обострением вокруг Кубы. Несмотря на внешние успехи, Щепаньский, Мрожек и остальные друзья Лема жаловались друг другу на творческий кризис, отсутствие понимания со стороны публики и финансовые проблемы. Позже Лем сравнивал себя с одним из персонажей «Кибериады», Теоретием Ляпостолом, который «мыслянт, из мыслянтов первый, онтологией занимающийся по призванию». Ляпостол пишет произведения, которые «абсолютом дышат», но не может с ними пробиться, а критика его игнорирует. Как отмечает В. Орлиньский, жалобы Лема, касающиеся прежде всего «Суммы технологии», не вполне справедливы. Трактат имел множество внимательных читателей, из которых медицинский физик Владислав Капущинский стал одним из первых «лемологов». Идейно с «Суммой» связаны вышедшие в том же 1964 году роман «Непобедимый» и сборник «Сказки роботов». Возможно, Лем обратился к жанру философской сказки под влиянием известного философа Лешека Колаковского, опубликовавшего годом раньше «13 сказок из королевства Лаилонии для больших и маленьких». Колаковского же Лем позднее обвинял в дурном влиянии на свой литературный стиль, перегруженный неологизмами и латинскими терминами. Хотя положительных рецензий на «Сумму» было немало, особенно запомнился писателю язвительный отзыв Колаковского («Informacja i utopia», 1964), уподобившего метод экстраполяции Лема мальчику, который «копается в земле детской лопаткой, может думать, что если будет трудиться достаточно долго и упорно, то пробьёт земной шар и из Польши дороет до дна Тихого океана. Его предположение опирается на два наблюдения: во-первых, яма становится всё глубже; во-вторых, глобус круглый и по нему легко установить, где находится другой край Земли». Лема задели данные Колаковским ему характеристики как «апологета технологии» и идеолога «научной технократии», а о том, что его предсказания не являются чистой фантазией, он припомнил философу в 1991 году, когда виртуальная реальность перестала быть фантастикой. Помимо Капущинского и Колаковского, на выход трактата откликнулись участники журнала «Studia Filozoficzne». По приглашению редактора Хелены Эльштейн Лем в декабре принял участие в дебатах с науковедами Юзефом Хурвицем, Вацлавом Мейбаумом, Владиславом Краевским и другими. Мейбаум критиковал чрезмерный, по его мнению, оптимизм, который Лем связывал с кибернетикой: если новая наука сводит все вопросы к рассмотрению «входов» и «выходов» «чёрных ящиков», то она ничем не отличается от феноменологии, а если она пытается давать ответы по существу, то загоняет себя в философские противоречия. Обширная запись дискуссии была опубликована в двух номерах следующего года, но влияния на польскую мысль не оказала. Более значимыми оказались разговоры Лема с Блоньским, нашедшие отражения в историях о конструкторе Трурле и побаивающемся техники Клапауции, а также в спорах физика Хогарта и гуманитария Белойна в «Гласе Господа».
Проблемы со здоровьем, особенно с сердцем, постепенно усиливались, поэтому Лем крайне осторожно относился к поездкам, отклонял приглашения на конференции без объяснения причин. Путешествовал он только с женой или с Щепаньскими в горы: в 1963 году супруги съездили в Грецию, в 1965 году — во Францию, а в 1966 году снова посетили Югославию. Исключением стала вторая поездка в СССР. За три недели с 17 октября по 8 ноября 1965 года Лем посетил Ленинград, Москву, Харьков и Дубну, где опять много выступал и проводил бесчисленные встречи. Владимир Высоцкий спел писателю песни «Банька по-белому» и «Охота на волков», но ему больше запомнилась песня Юрия Визбора про технолога Петухова. «Несмотря на это, у меня ничего в сознании не поменялось и вернулся я такой же, как уезжал» — написал он потом Врублевскому. Хотя Лема возмущали попытки запретить его «Тринадцатое путешествие», он не принимал активного участия в борьбе польских литераторов против цензуры. Лем не подписал оппозиционное «Письмо 34», не поддержал в конце 1966 года исключённого из партии Колаковского и не вошёл в число подписантов лоялистского «Письма 600». В июне 1965 года в Закопане Лем написал автобиографический «Высокий замок» — «якобы воспоминания из детства», как он его назвал в письме к Мрожеку. В том же письме впервые упоминается проект написания фиктивных рецензий («апокрифов»), который бы ему позволил излагать глубокие идеи без надоевших подробных описаний. В следующем году писатель работал над новыми рассказами о пилоте Пирксе, Тихом, Трурле и Клапауции, вместе со Щепаньским приступил к киносценарию по «Возвращению со звёзд» и начал готовить литературоведческую монографию под рабочим названием «Кибернетика и литература». Книга, в окончательном виде названная «Философия случая. Литература в свете эмпирии», была вдохновлена трудами феноменолога Романа Ингардена, львовского профессора, перебравшегося в Краков. В ней Лем анализировал методологию создания литературного произведения и его шансы на успех, а также критиковал модный тогда структурализм.
Весной-летом 1967 года Лем завершил работу над первой версией «Гласа Господа», которую уничтожил. После Шестидневной войны и разрыва дипломатических отношений между СССР и Израилем, в Польше усилилось влияние фракции «партизан». С началом инициированной Мечиславом Мочаром антисемитской кампании Лем начал задумываться об отъезде из страны. Предполагая, что беременная жена-католичка и тёща не захотят переезжать в Израиль, а мать в ФРГ или Австрию, Лем не решился на отъезд. 14 марта 1968 года, в охваченном протестами Кракове, у Лемов родился сын Томаш. После подавления Пражской весны Лем окончательно утратил интерес к беллетристике, превратился в мизантропа и антисоветчика.

### Живой классик

#### Европейская знаменитость
В конце 1960-х годов ПНР покинули Колаковский, Хойновский, Эльштейн и многие другие, но Лем остался. В своих мемуарах «Приключения в поле всемирного тяготения» Томаш писал, что его рождение изменило историю — если бы его родители так и не решились завести ребёнка, они бы обязательно уехали. Лем оставался популярнейшим писателем в стране. В 1968 году отдельными изданиями вышли «Глас Господа» и «Философия случая», ряд предыдущих книг был переиздан, Анджей Вайда снял короткометражку по рассказу «Существуете ли вы, мистер Джонс?» — единственная экранизация, которая понравилась писателю. Годом позже его книги вышли тиражом 183 000 экземпляров, но среди критиков он имел репутацию молодёжного автора. Осенью 1969 года Лем вновь был в Москве (от предложения посетить Львов он отказался) и снова провёл множество встреч с читателями, писателями и учёными. В конце года по программе Comenius у него были встречи с издателями, политиками и читателями в Западном Берлине. В 1970 году у Лема стал ухудшаться слух, в связи с чем у него ещё сильнее уменьшилось желание писать и общаться; ему пришлось отказаться от поездок в горы. Тем не менее, в тот год писатель плодотворно работал над сборником псевдорецензий «Абсолютная пустота» и закончил роман «Футурологический конгресс» из цикла о Ийоне Тихом. В 1971 году были написаны некоторые из предисловий к вымышленным книгам, составившие сборник «Мнимая величина» (1973). Первую историю из «Воспитания Цифруши» на фоне напряжённой обстановки в стране отклонила цензура, что чрезвычайно огорчило писателя. Всё чаще Лем жаловался на творческий кризис. Новые рассказы и сборники продолжали выходить, но они преимущественно включали перепечатки уже известных читателям произведений.
После выхода «Фантастики и футурологии» Лем неоднократно высказывал мысль о том, что фантастическая литература по большей части — дешёвое чтиво, порнография или бессмысленные приключения, упакованные для привлекательности в обёртку фантастики, не имеющую ничего общего с наукой. В 1970 году он смог заявить это американской аудитории, опубликовав два эссе в австралийском фэнзине Брюса Гиллеспи «SF Commentary». В 1971 году Лему предложили вступить в недавно основанную американскую Исследовательскую ассоциацию научной фантастики, а в 1973 году — стать членом редколлегии журнала «Science Fiction Studies». Оба предложения Лем принял. В том же году в США были изданы подготовленный Францем Роттенштайнером сборник «View From Another Shore», куда в переводе с немецкого вошёл один из рассказов «Кибериады», и роман «Непобедимый» в серии «Science Metafiction» издательства «Seabury Press». В своей рецензии Урсула Ле Гуин высоко оценила произведения и повествовательное мастерство польского писателя, отметив, что для американского читателя будут непривычны скромные масштабы и непознаваемость космоса Лема. Тогда же, по предложению писателя Джорджа Зебровски, Лем был удостоен почётного членства в американской организации писателей-фантастов SFWA (учредитель премии «Небьюла»). Как автор опубликованного по-английски романа, Лем мог претендовать на действительное членство в организации, но либо Зебровски не был хорошо знаком с её правилами, либо, как предполагал Джеймс Ганн, руководство SFWA не читало книг Лема. Сам писатель в начале не придал данному вопросу значения, полагая SFWA «клубом баранов». До 1975 года он не принимал участия в жизни ассоциации и не посылал туда материалов для публикации, предпочитая «SF Commentary». Там в сентябре 1973 года вышла статья Лема «Science fiction: безнадёжный случай — с исключениями», где критиковалась организация литературного рынка научной фантастики, подражающей серьёзной литературе, но в реальности, лишь стремящейся угодить вкусам молчаливого большинства. Большинство американских фантастов, по мнению их польского коллеги, пишут плохо и используют элементы китча. Только Филип Дик заслуживает внимания — он тоже пишет плохо, но «китч побеждает китчем». Статья вызвала недовольство членов SFWA, и Дик даже написал письмо в ФБР, в котором возмущался «невежественной критикой» Лема и высказывал подозрение, что тот либо является «ведущим функционером Коммунистической партии», либо «является целым комитетом, а не просто отдельным лицом, поскольку пишет разными стилями, иногда демонстрирует знание иностранных языков, а иногда — нет; комитетом, созданным партией для активной манипуляции нашим общественным мнением». В феврале 1975 года Лем вновь, на этот раз в немецкой газете «Frankfurter Allgemeine Zeitung», высказался на тему низкого литературного уровня американской фантастики и выразил разочарование от своего участия в SFWA. В течение следующих месяцев против участия Лема в организации выступило несколько её членов, и в апреле следующего года по результатам голосования Лем был исключён. Скандал, тем не менее, положительно сказался на тиражах его книг в США. Писатель до конца жизни сохранял обиду, и так и не посетил ни США, ни Канаду.
Весной 1973 года Лем читал лекции в Регенсбурге. В тот же год были написаны одни из лучших его произведений — рассказ «Профессор А. Донда» и повесть «Голем XIV». В последней, под поражающим всех своим интеллектом суперкомпьютером 14 поколения писатель, вероятно, вывел самого себя, а включённая в повесть «Памятка для лиц, впервые участвующих в беседе с Големом» представляла собой инструкцию по общению с самим Лемом. В высказываниях критиков постепенно стало доминировать преклонение, достойное классика. В начале 1970-х годов Лем продолжал получать награды и знаки признания заслуг. В 1973 году ему была посвящена первая монография, в апреле следующего года по инициативе польских властей его выдвинули на Нобелевскую премию по литературе. Осенью Лем начал преподавать теоретические основы прогностики на философском факультете Ягеллонского университета, но от защиты докторской диссертации на основе «Суммы технологии» или «Философии случая» отказался. В 1975 году писатель курировал серию книг «Станислав Лем рекомендует». Первыми в новой серии вышли рассказы Стефана Грабинского и «Убик» Филипа Дика. В тот год Лем последний раз продуктивно работал — за две летние сессии в Закопане начал роман «Насморк», написал рассказ о Пирксе, а также историю «Повторение» о Трурле и Клапауции для сборника «Повторение», зимой завершил «Насморк». Следующим летом, после неудачно проведённой операции по удалению простаты писатель был практически при смерти, затем долго восстанавливался, а после выздоровления уже никогда не позволял себе рискованных и дальних поездок.

#### Оппозиционер

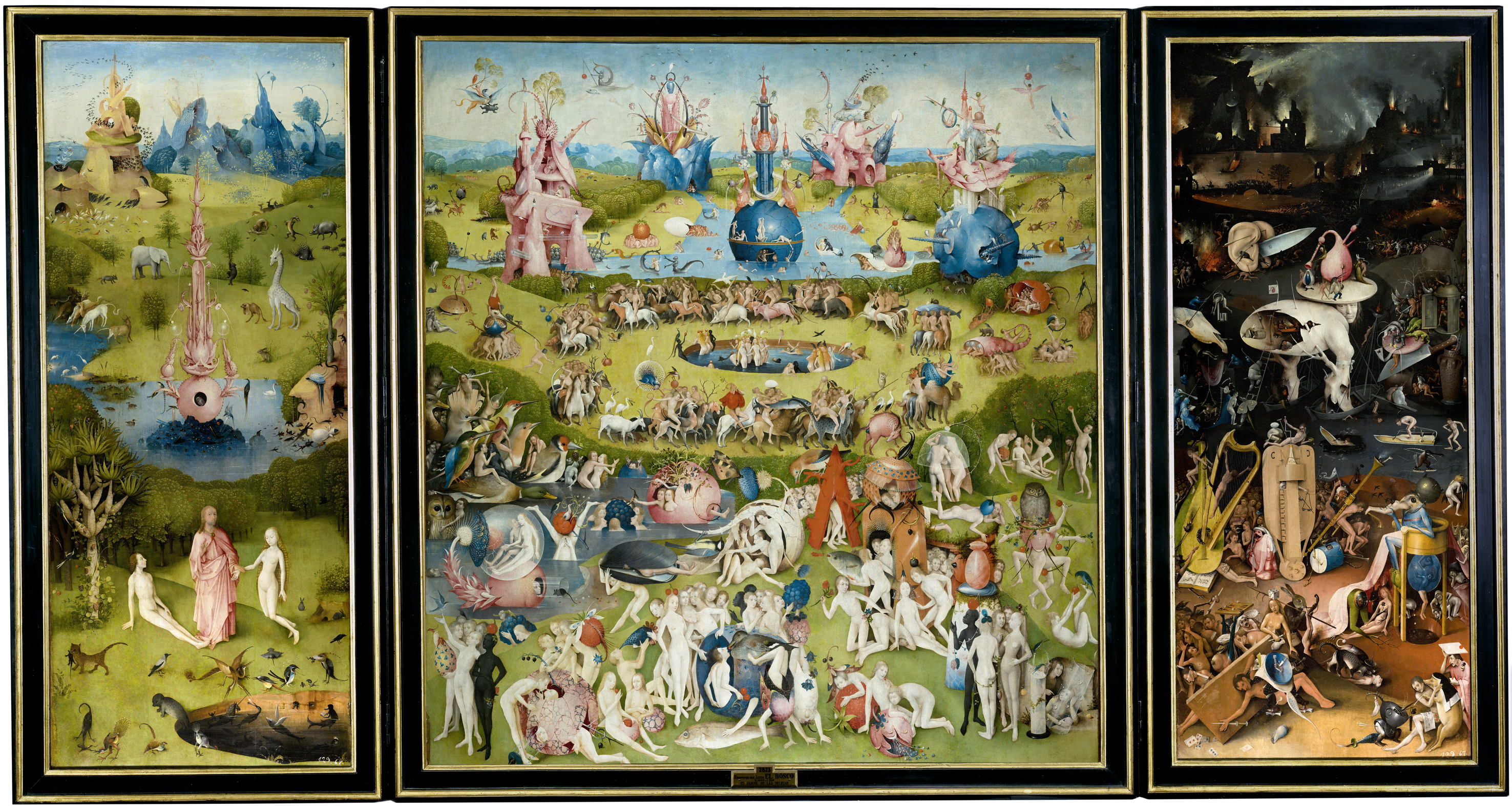
«Босх вызывает у меня чувство изумления, но прежде всего беспомощного недоумения. Откуда он все это взял? Он не имел права все это знать и тем более прийти к такому видению». Иероним Босх, «Сад земных наслаждений»

В 1975 году среди польской интеллигенции началось движение против поправок в конституцию ПНР, закрепляющих внешнеполитический союз с СССР. Лем не вошёл в число подписавших основной документ диссидентов, «Письма 59», но поставил свою подпись в январе следующего года под одним из писем протеста («Письмо 101»). Лем не высказался в поддержку начавшихся в 1976 году протестов против повышения цен, но их следствием стало закрытие серии «Станислав Лем рекомендует», поскольку с оппозиционным Комитетом защиты рабочих сотрудничали переводчики запланированных к выпуску книг. С точки зрения творчества год был плодотворный, критика отметила преимущественно положительно сборники «Критические статьи и эссе» и «Маска». На фоне развивающегося политического кризиса в стране вновь усилился антисемитизм, и Лем вернулся к мыслям об эмиграции в Израиль, хотя и не одобрял теократические тенденции в еврейском государстве и поддерживал право палестинцев на собственное государство. Барбара ушла на пенсию по инвалидности как рентгенолог, налоги на иностранные гонорары значительно выросли, вследствие чего появились проблемы с деньгами. Весной 1977 года Лем получил пятимесячную стипендию от Берлинской академии искусств и в апреле уехал в ФРГ. Поначалу склоняясь остаться на Западе, в октябре писатель вернулся на родину, как писал в своём дневнике Щепаньский, «полный отвращения к материализму немцев, проклинающий их тупость, разгорячённый своими успехами». Раздражение Лема вызывало заигрывание немецкой интеллигенции с марксизмом, коммерциализация западной культуры, и ощущение, что Германия и Австрия не понесли никакого наказания за Вторую мировую войну. Лема раздражали немецкие левые, но и консерваторы со своим «спором историков» о банальности Холокоста разочаровывали. Своё отношение к данной дискуссии Лем сформулировал в одном из апокрифов, «Провокация» (1980).
В 1978 году, в рамках сотрудничества с неформальной образовательной организацией «Общество научных курсов» он прочитал лекцию по футурологии для норбертинских канонисс. Начав сотрудничать с Польским соглашением за независимость, под псевдонимом «Хохол» Лем написал несколько текстов, в которых предсказывал крах польской экономики, нарастание террора, упадок науки и культуры. В то же время Лем оставался богатейшим писателем Восточной Европы, жаловался в прессе на трудности жизни без личного секретаря и бухгалтера и строил новый большой дом. Как и на всех в Кракове, на Лема произвело огромное впечатление избрание папой римским местного епископа Кароля Войтылы — записку с сообщением о данном знаменательном событии он заложил в фундамент своего дома. В октябре 1979 года, в разгар хлопот об оформлении очередного автомобиля, умерла мать. Здоровье уже не позволяло Лему лихачить, и машину в основном водил племянник Михаил Зых. После краткого увлечения политикой Лем в интервью студенческому изданию «itd» объявил, что больше не будет писать статьи о текущих событиях и провозгласил три принципа: никто ничего не читает; если читает, то не понимает; если понимает, то забывает прочитанное. Лем пристально следил за развитием политического кризиса в ПНР, но его ответом на августовские забастовки 1980 года стал лишь новый вариант романа «Осмотр на месте», в котором Ийон Тихий пытается постичь хитросплетения инопланетной политики на основании сведений из библиотеки. В мае 1981 года Вроцлавская политехника вручила Лему диплом почётного доктора наук. Введение военного положения 13 декабря 1981 году застало его за работой над «Прогнозом развития биологии до 2040 года» и попытками основания стипендиального фонда своего имени для помощи молодым переводчикам. К тому времени Лем всё чаще бывал в ФРГ, а немецкие публикации стали основным источником его дохода. Ожидая худшего, Лем жёг черновики. Именно в тот период с писателем беседовал Стани́слав Бересь, последний раздел книги которого называется «Чёрная безвыходность ситуации». Большую часть 1982 года он провёл в Берлине, там была начата работа над романом «Мир на Земле».
Лем никогда не получал политического убежища и не считался эмигрантом, находясь на Западе в рамках различных стипендиальных программ, в начале германских, затем австрийских, но весной 1983 года он был уверен, что в Польшу больше никогда не вернётся. 28 июля Лемы были в Вене, и там в октябре писатель подвергся хирургическому вмешательству — удалённая в 1976 году опухоль дала метастазы; в 1985 году заболевание вновь проявилось. Первый год семья писателя жила в съёмной квартире на улице Фройндгассе (Freundgasse), затем удалось купить дом в районе Хитцинг. Томаш Лем пошёл в школу при американском посольстве, там его учителем стал писатель Джонатан Кэрролл. В Вене Лем также встречался с земляками — оппозиционным журналистом Владиславом Бартошевским, литературоведом и основателем Польского независимого соглашения Здзиславом Найдером. В выходившем в Париже польском издании «Kultura» Лем публиковал статьи с критикой СССР и прогнозами развития международных отношений (конец 1984 года), выражая твёрдые антисоветские позиции в отношении «марксизма-бандитизма» и считая марксизм более лживой и подходящей для тоталитаризма идеологией, чем нацизм, хотя менее жестокой. Критика «гнусного» строя не затрагивала обычных людей: Лем отдавал предпочтение оценке Владимира Буковского (массы поддерживают советских диссидентов) перед пессимизмом Александра Зиновьева (идея покорного гомо советикуса). По обыкновению он скептически оценивал перспективы Польши и предсказывал большое будущее Китаю. В то же время в Польше Лем продолжал оставаться популярнейшим автором: большими тиражами выходили переиздания, регулярно появлялись посвящённые писателю статьи и монографии, проводились конкурсы на знание его творчества. В январе 1985 года был закончен последний роман Лема, «Фиаско». Изначально роман писался для издательства Suhrkamp Verlag под названием «Побеждённый», но в феврале 1985 года его перехватили конкуренты из S. Fischer Verlag, пообещав аванс в 100 000 марок. В. Орлинский предполагает, что, учитывая возраст и состояние здоровья, Лем его задумывал как завершающий в своей писательской карьере. В 1987 году в Польше большими тиражами вышли романы «Мир на Земле» и «Фиаско», а также книга интервью Бересю. В последовавших критических отзывах неоднократно звучали упрёки в самоповторах и схематичности персонажей.
В февральской статье 1987 года «Должны ли мы желать успеха Горбачёву?» Лем выразил скептическое отношение к проходящим в СССР реформам, развитию которых, по мнению писателя, будет препятствовать партийный аппарат. Весной Томаш закончил школу, но из-за слабого здоровья не смог начать учёбу в Принстоне, и семья ещё на полтора года решила остаться в Вене. Лем продолжил следить за тем, что происходит в СССР, публикуя в парижской «Культуре» тексты по актуальным событиям. Всё чаще посещая родину, Лем пока не решался остаться в Кракове окончательно. После забастовок 1988 года Лем принял решение вернуться в Польшу, и уже Рождество встречал в Кракове. Писатель сразу же включился в политическую жизнь, начав сбор подписей с требованием допустить к будущим парламентским выборам любого, кто наберёт не менее 1 % подписей избирателей. После выборов в июне 1989 года, на которых «Солидарность» заняла второе место, взгляды Лема на перспективы Польши и СССР утратили былой пессимизм.

#### Последние годы
С падением коммунистического режима интерес к научной фантастике в Польше резко снизился, особенно среди молодёжи. Переиздания старых романов приносили меньше денег, новые переводы выходили «пиратски». Происходящие в стране политические изменения, особенно проявления антисемитизма при усилении церкви и правых, и пришедшие к власти элиты вызывали у Лема разочарование, которое он изливал в многочисленных статьях и фельетонах. Посткоммунисты во главе с Квасьневским представлялись Лему меньшим злом, чем антикоммунисты, хотя ностальгия многих поляков по временам ПНР его тоже раздражала. В свою очередь, консерваторы припомнили «певцу сталинизма» участие в коммунистической пропаганде. С годами характер писателя, и ранее не простой, стал портиться. Многие из тех, кто был знаком с ним лично, признавали, что с ним сложно общаться. Учитывая данную в «Высоком замке» характеристику самому себе в детстве как «чудовищу», политик и литератор Анджей Куж отмечал, что «даже в детстве он не вызывал симпатии». Лем плохо воспринимал критику и конфликтовал со всеми своими издателями и собеседниками. «Разводные письма» от него в своё время получали Франц Роттенштайнер, Майкл Кандель, Станислав Бересь, Малгожата Шпаковска и Марек Орамус. Со своим сыном писатель поссорился, когда тот летом 1993 года вернулся из США, чтобы стать переводчиком, хотя мог бы работать физиком в Принстоне. 70-летие Лема в 1991 году было отмечено появлением посвящённых ему статей и передач на телевидении, в марте ему была присуждена австрийская премия Франца Кафки. В декабре 1992 года в честь Лема был назван астероид (3836) Лем, открытый 22 сентября 1979 года Н. С. Черных в КрАО.

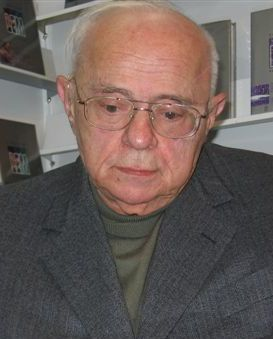
Лем в 2005 году

Международные конфликты 1990-х годов вызывали у Лема живой интерес. Его возмущала доступность информации о кровавых событиях в Сомали и бывшей Югославии, которые он требовал немедленно прекратить путём военного вмешательства НАТО. По тем же соображениям он позднее поддерживал Иракскую войну. Во второй половине 1990-х годов Лем принимал участие во многих общественных мероприятиях, получал премии, был удостоен звания почётного доктора Ягеллонского университета и Львовского медицинского института, в 1997 году стал почётным гражданином Кракова. Вышедший в 1996 году сборник «Sex Wars» был посвящён футуристическим сюжетам и включал изданные в «Одре» «Сильвические размышления», эссе-апокрифы «Питавали» и старую публицистику. 75-летие писателя вновь было отмечено выходом посвящённых ему статей и новыми интервью. В том же году умерла тёща Лема Хелена Лесьняк, и под влиянием данного события писатель простил сына, с которым почти три года не общался. Сборники «Тайна китайской комнаты» (1996) и «Мегабитовая бомба» (1999) посвящены актуальным проблемам науки и техники — дальнейшей эволюции человечества, искусственному интеллекту, слиянию человека с техникой, виртуальной реальности. Выход в 2000 году следующего сборника «Мгновения» сопровождался широкой рекламной кампанией, в результате которой 10 000 экземпляров распродали в течение двух недель ещё до официальной презентации.
В начале 2000-х годов Лем всё чаще задумывался о смерти. Один за другим умирали друзья, огорчали семейные неурядицы сына, в прессе регулярно вспоминали о былых коммунистических и соцреалистических взглядах писателя. Тем не менее торжества по случаю 80-летия прошли масштабно, с вручением премий и хвалебными статьями. Пришедшийся на юбилей теракт в США ухудшил отношение Лема к исламу. Приход к власти в 2005 году братьев Качиньских заставил его задуматься о том, чтобы опять покинуть страну, «но куда ехать? В Швейцарии скучно, в Штатах глупо, ибо там у власти идиоты». Состояние здоровья неуклонно ухудшалось, особенно опасны были диабет и болезнь почек. 9 февраля 2006 года писатель продиктовал своему секретарю Земеку последнюю заметку «Голоса из сети», 27 марта он умер. Лем был похоронен на Сальваторском кладбище Кракова. На его могиле написано по латыни «Feci quod potui, faciant meliora potentes» («Я сделал, что мог; кто может, пусть сделает лучше»).

## Лем как читатель
По словам самого Лема, в детстве его увлекали описания космических путешествий. Среди первых прочитанных им книг в жанре научной фантастики — «Из пушки на Луну» и другие произведения Жюля Верна, «Путешествие на полюс на воздушном шаре» Владислава Уминьского и «Лунная трилогия» Ежи Жулавского. Также юный Сташек много читал приключенческой литературы — романы Карла Мая, Дюма-отца и Джека Лондона, рассказы о Шерлоке Холмсе и отце Брауне. В библиотеке отца Лему была доступна вся классическая польская литература — Болеслав Прус, Генрик Сенкевич, Александр Фредро, Юлиуш Словацкий, Стефан Грабинский и другие. Творчество «польского Лавкрафта» Грабинского так поразило юного Лема, что полвека спустя он включил его сборник «Демон движения» в свою серию рекомендованных книг. Из творчества польских фантастов Лем был также знаком с «Торпедой времени» Антония Слонимского. В своих ранних произведениях, не имея возможности опереться на сильную отечественную традицию, Лем брал на вооружение опыт советской фантастики и в качестве ориентира использовал «Изгнание владыки» Григория Адамова. Скрываясь во время оккупации, Лем полюбил стихи австрийского поэта Райнера Марии Рильке и даже пытался их переводить. Влияние Рильке прослеживается не только в собственных стихах Лема, но и медитативном, по большей части лишённом диалогов стиле «Магелланова облака». В числе своих любимых писателей Лем называл также Франца Кафку (в письме к Канделю он называл «Рукопись, найденную в ванне» «Кафкой, пропущенной через Гомбровича») и Владимира Набокова. Лем неоднократно указывал на важность Фёдора Достоевского «Записок из подполья» для понимания человеческой природы. Из англоязычных авторов, прочитанных Лемом в годы участия в лектории Хойновского, особенное потрясение вызвало прочтение книги «Хиросима» американского журналиста Джона Херси, что нашло отражение в ранних антивоенных рассказах. Позднее Лем регулярно возвращался к произведению Херси, перечитывая в периоды депрессии. Многие имена важных для себя авторов Лем называет на страницах «Фантастики и футурологии». Среди них английский философ и фантаст Уильям Олаф Стэплдон, чей роман «Последние и первые люди» (1930), по мнению писателя, имел шансы задать направление всему жанру научной фантастики, если бы не порочное влияние коммерциализации. В переписке Лема неоднократно упоминается роман Сола Беллоу «Планета мистера Сэммлера» (1970), чей главный герой созвучен несовершенным, терпящим поражение персонажам Лема. В сатирической составляющей творчества Лема заметно влияние Франсуа Рабле, Джонатана Свифта и Карела Чапека. В поздних интервью Лем признавался в любви к русской поэзии, цитировал Пушкина и Тютчева, хорошо отзывался об Ахмадуллиной, но не ценил Вознесенского.
Лем всегда интересовался наукой, и ряд книг классиков естествознания и современных писателю авторов оказали значительное влияние на его мировоззрение. В юношеском возрасте Лем прочитал «Внутреннее строение звёзд» астрофизика Артура Эддингтона, поразившую его идеей научной дедукции. Из трудов Чарльза Дарвина Лем позаимствовал образ жизни как «болтушки коллоидной» («Блаженный»), человека как «тряского существа», тело которого есть «выброс белка, студенистая масса» («Больница Преображения»). Важность темы эволюции неоднократно отмечалась исследователями Лема. Сходные с дарвиновскими идеи Лем почерпнул из «Кибернетики» Норберта Винера, по которой он изучал английский язык. В 1950-е, уже будучи известным писателем, Лем продолжал поддерживать отношения с Хойновским, получая через него западную научную периодику, «Nature» и «Scientific American». Поскольку со стороны Хойновского взаимности не было, чаще приходилось довольствоваться советской «Техникой — молодёжи». Лем был в курсе достижений современной ему науки, через несколько лет поле того, как в 1953 году Фрэнсис Крик и Джеймс Уотсон открыли структуру ДНК, в «Диалогах» он пишет о рибонуклеиновой кислоте и единицах наследственности. В 1960-х годах научными публикациями из капиталистических стран Лема снабжали советские переводчики Дмитрий Брускин и Ариадна Громова. Из более поздних книг Лем отмечал «Гёдель, Эшер, Бах» Дугласа Хофштадтера (1979).

## Травматические воспоминания и автобиографии
В художественных произведениях Лема нередко встречаются квази-автобиографические вставки. По мнению А. Гаевской, такое проникновение прошлого в повседневную и творческую жизнь по своей динамике напоминает высвобождение травматических воспоминаний, и находит также выражение в основных чертах лемовского стиля — алогичность описаний кошмаров, нарушение причинно-следственных связей, хронологические несоответствия, анализ депрессивных состояний, чувство невозможности объяснить собственные переживания. Характерным примером являются описания переживаний главного героя в повести «Ананке», входящей в цикл «Рассказов о пилоте Пирксе». Многими исследователями такие мотивы связываются с опытом Холокоста. Столкнувшись с цензурными ограничениями при подготовке своего первого романа, Лем помещал фрагменты воспоминаний в контекст последующих фантастических произведений. В то же время, слова «Холокост» и «еврей» в них практически не встречаются, что объясняется исследователями намерением зашифровать и спрятать болезненные воспоминания. Первое значительное произведение Лема, включённый в трилогию «Неутраченное время» роман «Больница Преображения» (1948), относят к существовавшему в польской послевоенной литературе направлению «литературы расчёта» («сводящей счёты с прошлым»). После 1965 года Лем запрещал переиздавать завершающие тома трилогии: по словам самого писателя, их из него «выдавили», по мнению Орлинского — по причине приведённых в книгах многочисленных биографических подробностей, о которых не хотелось вспоминать. Главному герою «Больницы», врачу Стефану Тшинецкому, столько же лет, сколько было автору на момент написания романа, он поляк, но выглядит как еврей, если не выспится или не побреется. Место действия расположено в вымышленной местности под названием Бежинец, но в ней исследователи обнаруживают черты Львова, в последующих частях приводятся подробности о работе в Rohstofferfassung.
В роман «Эдем», где Лем впервые показал инопланетную цивилизацию, присутствует сцена выноса большого количества мёртвых тел, возможно, отсылающая к участию писателя в «разгрузке» Бригидок. Попытку дешифровки «Одиннадцатого путешествия» (1960) предпринял польский литературовед Миколай Глиньский (Mikołaj Gliński). По мнению исследователя, история о ненавидящих человечество роботах — якобы под влиянием сломавшегося компьютера, но на самом деле переодетых людях — представляет собой «не имеющее аналогов в польской литературе ужасающее и гротескное описание Холокоста». Фантомами и «прахом памяти» наполнен «Солярис», и справиться с ними может только Операция «Бойня». Герой «Возвращения со звёзд» говорит, что от его родного города не осталось камня на камне (по той же причине Лем не желал вновь посетить Львов), многие его друзья погибли. В рассказах «Альбатрос» и «Терминус» пилот Пиркс сталкивается с ускользающими свидетельствами гибели — сигналами с погибающего корабля «Голубая звезда» и оживающих в ремонтном роботе голосах давно погибших астронавтов. Рассказ «Охота» из того же цикла существовал в двух версиях, и в одной из них (в итоге отвергнутой) повествование велось от лица преследуемого робота. Станислав Бересь предположил, что Лем таким образом в очередной раз отразил в рассказе свои оккупационные переживания, когда его могли в любой момент убить как «недочеловека». О том, что приводимый в «Гласе Господа» рассказ Саула Раппопорта является его собственной историей, Лем в частном письме сообщал переводчику Майклу Канделю.
Столь же неявно касается Лем своего еврейства в двух написанных им автобиографиях, эссе «Моя жизнь» и романе о львовском детстве «Высокий замок». В последнем писатель так обозначает своё отношение к автобиографическому описанию: «будучи автором не только фантастических книг, но и одного романа на современную тему, я уже столько раз конструировал биографии фиктивных лиц, что, обращаясь к собственной персоне, к тому же существовавшей много лет назад, обязан поставить себя под возможно более строгий самоконтроль». Польский литературовед Малгожата Шпаковска отмечает литературное мастерство Лема, и называет «Высокий замок» «дневником разума, и в то же время — в самом полном смысле слова — поэтическим видением собственного сознания, произведением редкой литературной утончённости». В то же время Лем опускает подробности об участии родителей в жизни еврейской общины, своём посещении еврейского класса и том, что многие его родственники погибли во время Холокоста. По мнению одних исследователей, Лем был вынужден смещать акценты, поскольку в послевоенной Польше никакая группа не могла претендовать на особую роль в войне, ни в героизме, ни в страдании, другие полагают, что то было внутреннее табу писателя. О том, что некоторые вещи нет права прощать, писатель писал в одном из писем 1976 года. Даже если обе Германии «обмазывают его мёдом», нельзя забывать, что деньги на это они взяли «из-под рваных подкладок еврейских пальто». Получив возможность в начале 1980-х годов открыто выразить свои взгляды на нацизм и Холокост, Лем избрал форму в псевдо-рецензии, написав эссе «Провокация» и «Принцип разрушения как творческий принцип. Мир как всеуничтожение» (вошло в сборник «Библиотека XXI века»). В интервью американскому литератору Раймонду Федерману, также потерявшему близких в фашистском концлагере, Лем подчеркнул, что «Провокацией» он отвергает зарождающуюся тенденцию «преодоления прошлого», потому что только замученные жертвы имеют моральное право простить своих убийц. В 1980-х годах Лем с энтузиазмом приветствовал шаги Иоанна Павла II по примирению с иудаизмом. Всегда сочувствуя церкви, он стал ещё ближе к ней на общей почве антисоветизма.

## Творчество

### Космос, человек, знание

#### Космос
В своей статье «Антропный принцип» (1989) Лем постулирует существование «необычайно многочисленных и сильных» связей между эволюцией Вселенной и эволюцией человека, а сам принцип он формулирует как «Космос таков, каким мы его воспринимаем, поскольку существуем». Писатель отвергает телеологическую интерпретацию принципа, то есть существование преднамеренного творца Вселенной. В то же время, в ряде произведений Лем развивал идею активного и деятельного небытия. В 1975 году в одном из писем он отмечал, что «космос, густонаселённый», может быть «чудовищнее, чем почти пустой», потому что в первом, «к сожалению, может быть много цивилизаций по типу Освенцима».
Е. Яжембский исследовал хронотоп книг Лема, проследив эволюцию его пространственной составляющей от защитной «капсулы» космических кораблей ранних романов, через неуютность исследовательской станции в «Солярис», к концептуальной необъятности Здания в «Рукописи, найденной в ванной». В поздних произведениях микрокосм героя расширяется, сближаясь в пределе со всей Вселенной («Глас Господа»). Не отрицая идеи Эммануила Сведенборга и Чеслава Милоша о десакрализированной бесконечности как источнике метафизических мучений человека, непригодной для жизни и обостряющей до предела чувство потерянности и ненужности, Лем подчёркивает неотвратимость действия логических законов во Вселенной. Разнообразно решает писатель и вопрос о времени действия. В ранних романах оно историческое, ближайшее или более отдалённое будущее, в более поздних оно двойное — медленное «время приключения» и «ускоренная история». Второе герои Лема обычно переживают в библиотеках, собирая сведения о далёких планетах — Ийон Тихий готовится к путешествию на Энцию в библиотеке («Осмотр на месте»), Крис Кельвин изучает соляристику, профессор Хогарт рассказывает историю своего проекта («Глас Божий»). Присутствует и вневременная перспектива, Тихий свободно перемещается между относительно недалёким будущим и эпохой галактических путешествий, занимая позицию стороннего наблюдателя по отношению к посещаемым им сообществам. В «Сказках роботов» и «Кибериаде» Лем исследует некоторые из потенциально возможных основополагающих принципов, убеждаясь, что «Добро способно порождать Зло». Одним из возможных решений дилеммы является идея, что космос не вполне рационален, а все законы и явления, физические и социальные, во Вселенной действуют статистически. По мнению Яжембского, взгляд Лема на Вселенную по своей сути религиозный, поскольку в нём естественное и искусственное противопоставлены по линии разграничения божественных и человеческих компетенций, однако в «Сумме технологии» показано, что эта линия может быть отнесена сколь угодно далеко.

#### Человек

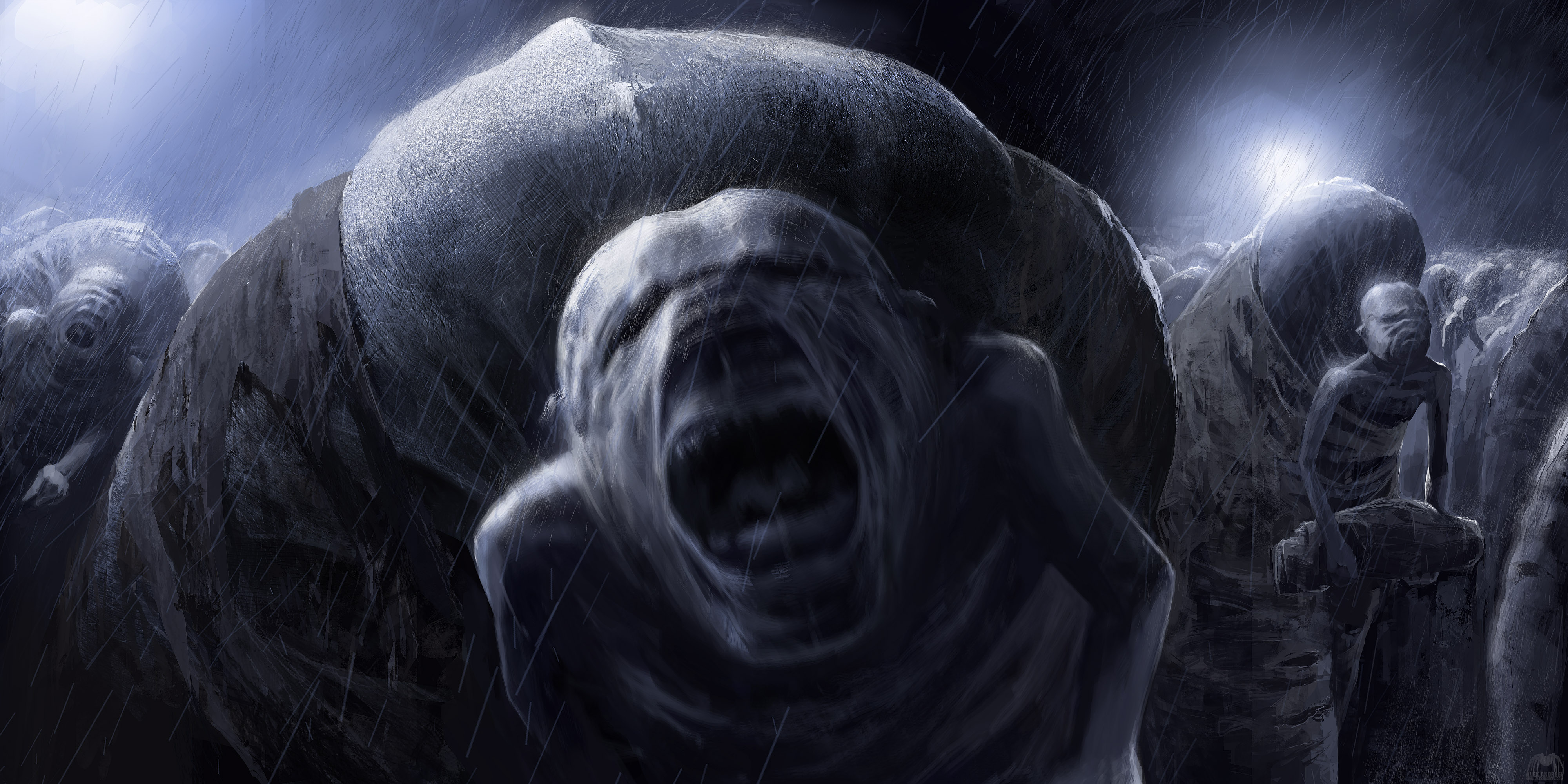
Двутелы. Иллюстрация к роману С. Лема «Эдем». Алексей Андреев

В мире Лема человек не является «мерой всех вещей». В моральном отношении он с развитием техники не меняется и не ухудшается, а в телесном просто отвратителен. Человек («бледнотик», пол. bladawiec) непонятен и опасен для роботов, для инопланетных цивилизаций он предмет монстрологического изучения, у которого отвратительно всё, от строения до привычек («Восьмое путешествие Ийона Тихого»). П. Околовский называет такой взгляд «антропологическим манихейством». Е. Яжембский отмечает в типологии героев Лема, после сострадательных докторов ранних произведений, одержимых познанием сумасшедших учёных. За демоническим Каутерсом из «Больницы Преображения» следует не только череда сумасшедших посетителей Тихого, но и благотворительные предприятия конструкторов Трурля и Клапауция, которые оставляют за собой гекатомбы жертв. Последние являются роботами, что указывает на неизлечимую моральную амбивалентность, присущую познавательной или творческой деятельности и являющуюся не специфически человеческой проблемой, а признаком более общего противоречия, заложенного в природе общественного бытия. В раннем рассказе «Гауптштурмфюрер Кёстниц» Лем высказал идею о предопределённости некоторых людей к добру или злу, в то время как большинство амбивалентно. Лем не хотел переиздавать этот рассказ, но во многих своих более поздних произведениях излагал схожие взгляды. Так, основной тезис романа «Возвращение со звёзд», по словам самого Лема, состоял в том, что «у человека нельзя хирургически ампутировать „зло“, ибо „зло“, как и „добро“, неотъемлемо и фундаментально для всего человечества». Характерным для позднего этапа творчества является рассказ «Чёрное и белое» (1983), в которых писатель откликнулся на два покушения на Иоанна Павла II. Опровергая теодицею Августина («зло есть отсутствие блага»), Лем показывает зло бытием ощутимым, активным и бессмертным. В «Провокации», где зло рассматривается в его максимальном проявлении, как творимое бескорыстно, приговор выносится человечеству как виду, допустившему десакрализацию культуры и маргинализацию смерти.
Лем не считает, что разум резко выделяет человека из природного мира. По сравнению с животными, разница имеет не качественный, а количественный характер. Человеческий разум не является единственным возможным, и Лем исследует возможность создания искусственного интеллекта. Прежде всего, он отличает интеллект как способность отличать истину от лжи, от разума. В эссе «Brain chips» (1994, сборник «Молох») Лем выразил уверенность в том, что тест Тьюринга компьютером вскоре будет преодолён, но с разумом ситуация иная — за его существование ответственен Космос. Иные разумы можно только, как в «Солярис» и «Гласе Господа», обнаружить или «катализировать», как в «Големе XIV». В «Диалогах» и «Големе XIV» Лем формулирует вытекающий из учения Плотина об эманации «третий закон Эволюции»: «Созидаемое менее совершенно, чем созидатель». Находясь на нижнем из возможных уровней разума, человек может конструировать лишь роботов, «механических болванов». В «Сумме технологии» разум понимается достаточно узко, как «гомеостатический регулятор второй ступени, способный противостоять возмущениям среды, в которой он существует посредством действий, опирающихся на исторически приобретённое знание», где под «регулятором первой ступени» может пониматься животное или автомат. В 1980 году («Kosmologia porównawcza») Лем добавляет разуму избыточные с точки зрения естественного отбора функции «наблюдателя, свидетеля и судьи мира», то есть вынесения суждения о ценности.
Во вселенной Лема практически отсутствуют персонажи-женщины, немногие из которых — робот-убийца из «Маски» и Хари из «Солярис» — по сути, возникают в воображении персонажей-мужчин. Хотя Лем был сдержан в описании эротической жизни своих персонажей, в 2000 году журнал «Playboy» утверждал, что творчество Лема оказало больше влияния на становление польской литературной эротики, нежели научной фантастики — имелись в виду, прежде всего, романы «Солярис» и «Больница Преображения». С таким мнением не соглашался С. Бересь, утверждавший, что «чувственной психологии и эротизма в книгах Лема не больше, чем кенгуру в Антарктиде». В ряде произведений присутствует гротескный взгляд на плотскую любовь, локализованную там, «где исход находит метаболический процесс». Высказанную в «Больнице Преображения» идею, что оба пола духовно дополняют друг друга Лем подробно не развивал, но в своей публицистике он критиковал феминизм и крайне отрицательно высказывался против гомосексуальных отношений. Лем был противником «легализации псевдобраков» и возможности усыновления детей однополыми парами, вид целующихся бородачей вызывал у него отвращение, но в целом он был против правовых ограничений в отношении гомосексуальности. Рассматривая в своих статьях медицинский аспект эротизма, обращаясь к своему опыту гинеколога-практика, Лем отстаивал тезис, что оргазм и сексуальное удовольствие у людей служат для преодоления отвращения к актам совокупления, поскольку «о женских, а особенно о мужских гениталиях можно прежде всего сказать, что, несмотря на всю их „эффективность“, направленную на онтогенетический результат, „красивыми“ они не являются» («Сильвические размышления» LXI, в сборнике «Sex Wars»). Писатель считал, что духовность не сводится к физиологии, а объяснительная модель фрейдизма не является универсально применимой.

#### Знание

«Этот вспыльчивый человек и мизантроп всегда мне казался симпатичным». Артур Шопенгауэр, портрет работы Люнтесшюц, Жюль

Для определения своих философских предпочтений Лем воспользовался аналогией с супами — кто-то ест супы из гусениц и майских жуков, но он их и в рот не возьмёт. Критерием для него выступало наличие в теории случайных или ошибочных посылок, поэтому были отвергнуты Платон, Гегель и Хайдеггер; писатель согласился с тезисами Б. Рассела из его «Истории западной философии». По мнению П. Околовского, Лем является философом в традиционном понимании этого слова, подобно античным и средневековым мыслителям, рассматривавшим мир как Космос. По Околовскому, «Лем не был ни коммунистом, ни католиком. Хотя в определённом смысле его можно было считать марксистом: он верил в фатализм истории, её невосприимчивость к нашим манипуляциям». Исследователь утверждает, что теория ценностей Лема в основе своей христианская, но в условиях научно-технической цивилизации требуется Новое Откровение. На «стиль мышления» Лема повлияли методологические теории Людвига Флека, которого в 1996 году писатель называл «одним из основоположников социологии науки» и «авторитетом мирового уровня». В границы его стиля, неприемлемые для находящихся за пределами «мыслительного коллектива» Лема, Околовский включает следующие тезисы:
- всё человеческое поведение, в том числе духовное, детерминировано генетически (нативизм Платона и Лейбница);
- склонность к злу врождённая (антропология Августина и Ансельма);
- население всегда разделяется на антагонистические сообщества (согласно Гумпловичу и Флеку);
- в социальном плане образ мышления людей определяется их образом жизни (марксистская социология[англ.]);
- религия вырастает из осознания смертности (согласно Шопенгауэру);
- духовные гендерные различия являются врождёнными.

Лемолог В. Язневич утверждал, что «мнения специалистов расходятся в вопросе, кем же является С. Лем: писателем, проповедующим некую собственную философию (философствующим писателем), или философом, пишущим великолепную беллетристику (писательствующим философом)?» Данный дуализм признавал и сам Лем. Исследователь Берндт Грефрат определил философию Лема как аналитическую попытку исследовать, «каким образом должна измениться философия (онтология, эпистемология, эстетика, этика) под влиянием будущего эмпирического знания». Околовский противопоставляет взглядам Лема доминирующий в настоящее время на Западе «эмпириофидеизм»: интеллектуальный союз сциентизма с левацким фидеизмом, например, постмодернизм или идея «открытого» христианства. В поздней публицистике Лем неметафорически оперировал модальными категориями «дух времени», «человеческая натура», «женская и мужская природа», «личный или национальный характер», что позволяет охарактеризовать его позицию как умеренный реализм относительно онтологического статуса сообществ (то есть социологический реализм). Околовский и Язневич определяют взгляды Лема как «рационалистический натурализм» в духе Шопенгауэра, Достоевского и Августина. Их истоки Околовский находит в жизненной серьёзности и солидности своего еврейского дома, галицийском патриотизме и сформировавшейся в среде «Tygodnik Powszechny», а также благодаря родственникам со стороны жены и друзьям Щепаньским, римско-католической морали. Согласно М. Шпаковской, центральной для Лема является «проблема легитимации ценностей в мире, понимаемом преимущественно натуралистически, и лишённом метафизического основания». Другой польский критик Ивона Крупецка включает в число интересовавших Лема тем проблему познания, тоталитаризм, критику антропоцентризма и аксиологию.
Единственным способом познания мира является наука. В её основе лежит философия, которая способствует систематическому эмпирическому мышлению и достигает своей вершины в критическом рационализме Карла Поппера и тезисе о фальсифицируемости. В своей совокупности научное знание представляет собой переплетение социальных контекстов, парадигм и «дисциплинарных матриц», вследствие чего научная теория не может претендовать на достоверное описание объективно существующих вне человека структур и поэтому определяется не только принципом фальсифицируемости, но и состоянием дискуссии в различных сообществах (Кун, Флек). Рассказать что-либо о действительности способны лишь физика, кибернетика, теория информации и статистика, в отличие от остальной культуры, которая, по Лему, в основном является информационным шумом. Положения науки могут быть проверены эмпирически, через получение практически ценных результатов. Иштван Чичери-Ронай (Istvan Csicsery-Ronay Jr.) из университета DePauw указывает, что в поздних работах Лем характерной чертой философского знания называет «карусельное мышление» (по выражению профессора Хоггарда из «Гласа Господа»), когда посылки и выводы, меняясь местами, образуют замкнутый круг. В рамках научной рациональности выходом представляются «факты», но они не существуют вне матрицы научных допущений.
Лем чётко разграничивает связанные с религией культурные и социальные явления, которые он принимал и приветствовал как поляк, от религии как источника внеэмпирического знания. Вопрос о существовании Бога и провидения, решаемый, по-видимому, Лемом положительно, равно как и проблема истинности той или иной религии, для писателя не имеют отношения к науке.

### От утопии к антиутопии

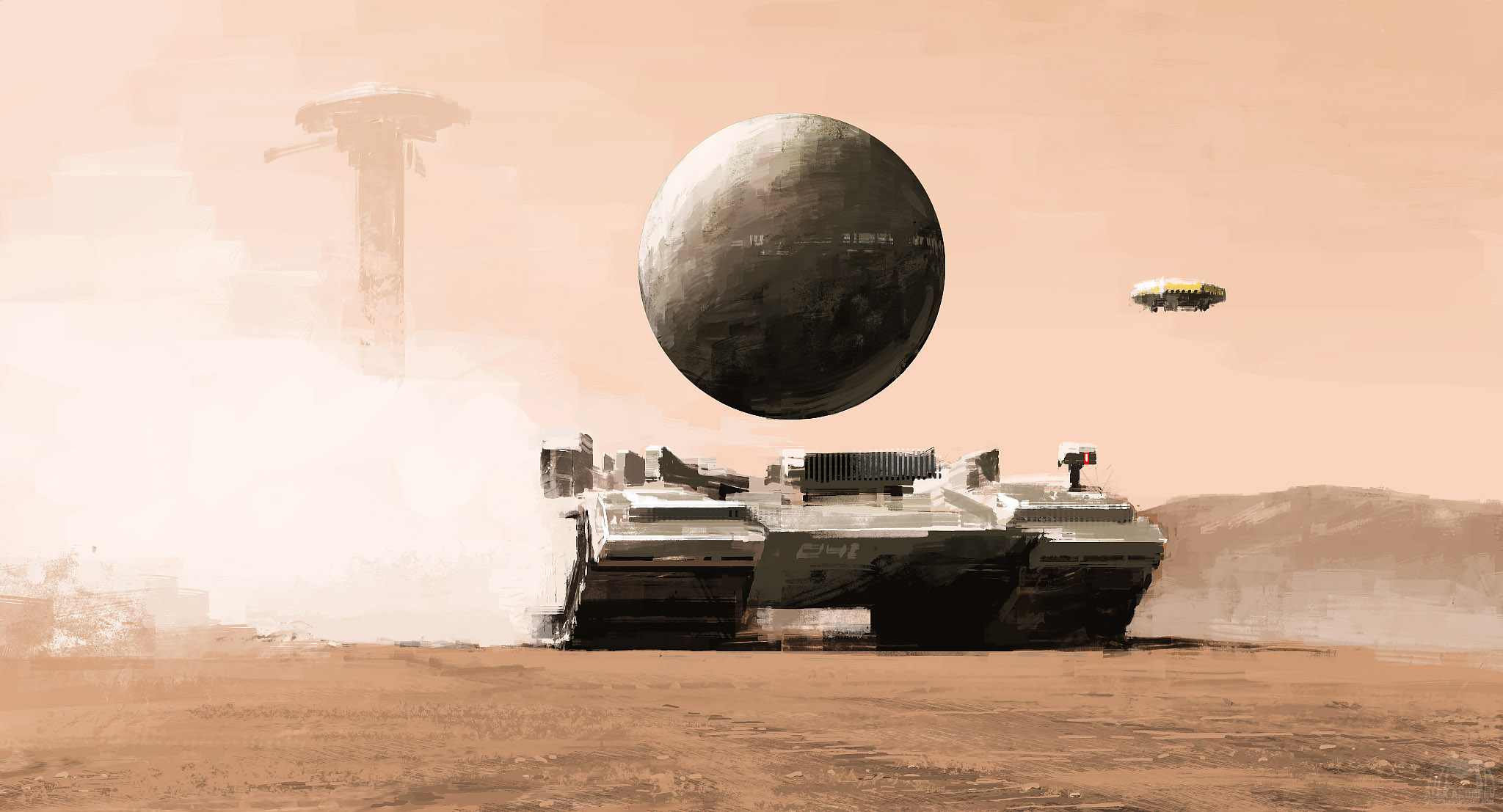
Картина А. Андреева «Непобедимый»

В дебютном романе «Человек с Марса» впервые прозвучала тема, неоднократно встречающаяся в других произведениях писателя — принципиальная невозможность контакта с внеземными цивилизациями. Изображённый Лемом марсианин настолько злобен, что нет никакого смысла с ним пытаться договориться, его надо просто уничтожить. Повествование ведётся от лица дилетанта, случайного прохожего, волей судьбы оказавшего в гуще событий, суть которых он не понимает. Таковы же Роберт Смит из «Астронавтов» и Ийон Тихий. В «Астронавтах» и «Магеллановом облаке» писатель не вдавался в описание политической системы Земли, в духе фантастики XIX века его увлекают разнообразные технические изменения, проистекающие благодаря всестороннему развитию производительных сил. Писатель не уделяет внимания и общественной структуре Венеры, только наметив её капиталистическую и экспансионистскую сущность. Идеологическое противостояние двух цивилизаций его, по-видимому, не интересует. Е. Яжембский отмечает, что в своих ранних романах автор как будто верил, что существуют универсальные нормы социального «добра» и «зла», позволяющие землянам оценивать инопланетные цивилизации с этической точки зрения. В них Лем оптимистично смотрит в будущее. Хотя на пути к гармоничному обществу человечество подстерегают опасности, они связаны не с неразрешимыми проблемами, а с угрозой злоупотребления решениями. В техническом смысле человек может всё, но открытия могут использоваться как во благо, так и во зло. Поэтому если ему что-то и нужно, то не материально-техническое обеспечение, а правильное направление развития.
На втором этапе творчества писатель отказывается от утопической концепции техники как нейтрального орудия в руках человека, и в романах рубежа 1960-х годов постулирует существование обратной связи, то есть взаимного и необратимого взаимодействия техники и этики. Тогда же, в романе «Эдем» Лем ставит под сомнение возможность создания совершенного общества, которое бы не свелось в итоге к тоталитаризму, было бы познаваемым и установление которого не было бы сопряжено с насилием. Отказ от принципа вмешательства в жизнь чужой цивилизации прослеживается в последующих антиутопических произведениях — Тринадцатом путешествии на планету Пинта и романе «Эдем». Оба произведения объединяет оруэлловский образ отчуждённой от общества власти, которая постоянно строит новые безумные планы устройства государства и без устали мучит граждан, насильно осчастливливая их. Мир «Эдема», в котором власть руководит поданными с помощью теории отрицания собственного существования, схож с замаскированным тоталитаризмом «Возвращения со звёзд». Гекатомбы первого и общее материальное благосостояние и абсолютная личная безопасность второго имеют одну природу и обусловлены широкомасштабными биологическими и социальными экспериментами. Параноидальная атмосфера делает «Рукопись, найденную в ванне» классической дистопией. События романа «Осмотр на месте» разворачиваются в двух инопланетных сверхдержавах, одна из которых либеральная, другая тоталитарная. Яжембский полагает, что оппозиция эвтопия — антиутопия (классификация самого писателя) не подходит для описания размышлений Лема о политике. «Метафуторогический» дискурс Лема ставит более общие вопросы об условиях и смысле прогнозирования, об этосе власти в самом универсальном смысле. Важное место в творчестве писателя занимают описания различных вариантов гомеостатических общественных структур, не только эффективно работающих, но и способных к функционированию без вмешательства своего творца.
В «Футурогическом конгрессе» Лем показывает, что фармакологическая деспотия, в которой массы пребывают в «эсхатологической анестезии» и только малочисленные «действидцы» понимают суть происходящего, ничем не лучше. Третий вариант представлен в «Возвращении со звёзд», где благодаря целенаправленному генетическому изменению («бетризации») общество смогло отказаться от насилия и достигло «конца истории». Здесь антиутопический элемент сглажен наличием выбора, так как бетризация производится после рождения человека и, формально, не обязательна. По мнению польского критика Пржемыслава Чаплинского, Лем как консерватор-пессимист не считает, что какое-то положение дел в прошлом было хорошим, но зло появилось вместе с добром в процессе антропогенеза, и поэтому любые улучшения во имя совершенства, якобы присущего человеку, иллюзорны. В последнем этапе творчества Лема, который Чаплински начинает с романа «Фиаско», катастрофические опасения окончательно побеждают. В «Фиаско» попытка контакта с инопланетной цивилизацией заканчивается её уничтожением. Исследователь отмечает милитаристический символизм названий сборников статей Лема — «Мегабитовая бомба», «Sex Wars», не встречавшийся со времён «Вторжения с Альдебарана» (1959).

### Жанровое своеобразие
Творчество Лема не поддаётся однозначному толкованию, и даже отнесение его художественных произведений к фантастическому жанру проблематично. Польский критик Анджей Киёвский в 1955 году отделил Лема как от представленной Уэлсом и Хаксли «катастрофической» фантастики, так и «научной», назвав его произведения «утопическо-аллегорическими» и «рациональной утопией». Сам Лем отрицательно ответил на вопрос, заданный Реймондом Федерманом в интервью в мае 1981 года о том, видит ли он себя писателем-фантастом: Лем подчеркнул, что он использовал в своём творчестве различные литературные жанры, и если в его прозе можно увидеть примеры мысленных экспериментов, то в основном потому, что реалистическая проза склонна сужать поле зрения до небольших групп людей, в то время как он интересуется судьбой человечества в целом. Принимая во внимание, что персонажи Лема действуют в мире абсурда, Федерман предложил в качестве жанровых рамок экспериментальную прозу, с чем польский писатель согласился. Литературовед Стофф, Анджей выделял в творчестве Лема три цикла фантастических произведений, каждый из которых выполнял свою функцию и обладал особым схематизмом. По мнению Шпаковской («Dyskusje ze Stanisławem Lemem», 1996), литературность является избыточной в теоретических построениях Лема, поэтому писатель, хотя и запоздало, от неё отказался.
Лем неоднократно обращался к детективу. Не считая незаконченного раннего «Испорченного детектива» (1955), криминальная эстетика присутствует в романах «Расследование» и «Насморк». По признанию самого писателя, второй роман является исправленной версией первого, не удовлетворившего автора отходом от жанрового образца. Детективный элемент присутствует и в наиболее жанрово разнообразном произведении писателя, повести «Маска». Следуя своему сложившемуся в конце 1950-х годов методу работы, Лем приступил к написанию «Расследования», не имея понимания, чем и как роман должен закончиться; в результате убедительный финал так и не был найден. Получившийся результат не является классическим детективом, в котором событиям дано объяснение, а виновный изобличён. Лем показывает, что не всегда оправдывается ожидание, что головоломки могут быть разрешены логическим путём. Объяснение может принадлежать сфере случайного, представлять собой наложение случайных шумов и нарушений упорядоченности. Как минимум некоторые произведения из цикла «Рассказы о пилоте Пирксе» тоже относят к детективу, однако в них проблематично обнаружить характерные черты жанра. В повести «Ананке» Пиркс расследует гибель подлетающего к Марсу космического корабля, но проблематика его размышлений ближе к реалистическому роману. По мнению Е. Козьминой, «Ананке» занимает промежуточное положение между авантюрно-философской фантастикой и философской литературой.
Лем последовательно отказывался от традиционной фабулы ради рассмотрения серьёзных проблем (нанороботной этикосферы в «Осмотре на месте», моделирования образа Других в «Гласе Господа»). Е. Яжембский также связывает кризис фабулы у Лема с его пессимистической позицией: если традиционный фантастический роман построен по схеме равновесие — потеря равновесия — равновесие, то у Лема третий компонент схемы невозможен. По А. Стоффу, «антифинальная установка» является определяющей чертой конструкции романов Лема, свидетельствующей о готовности к постоянному труду понимания.

### Теория литературы Лема

#### Теоретические работы

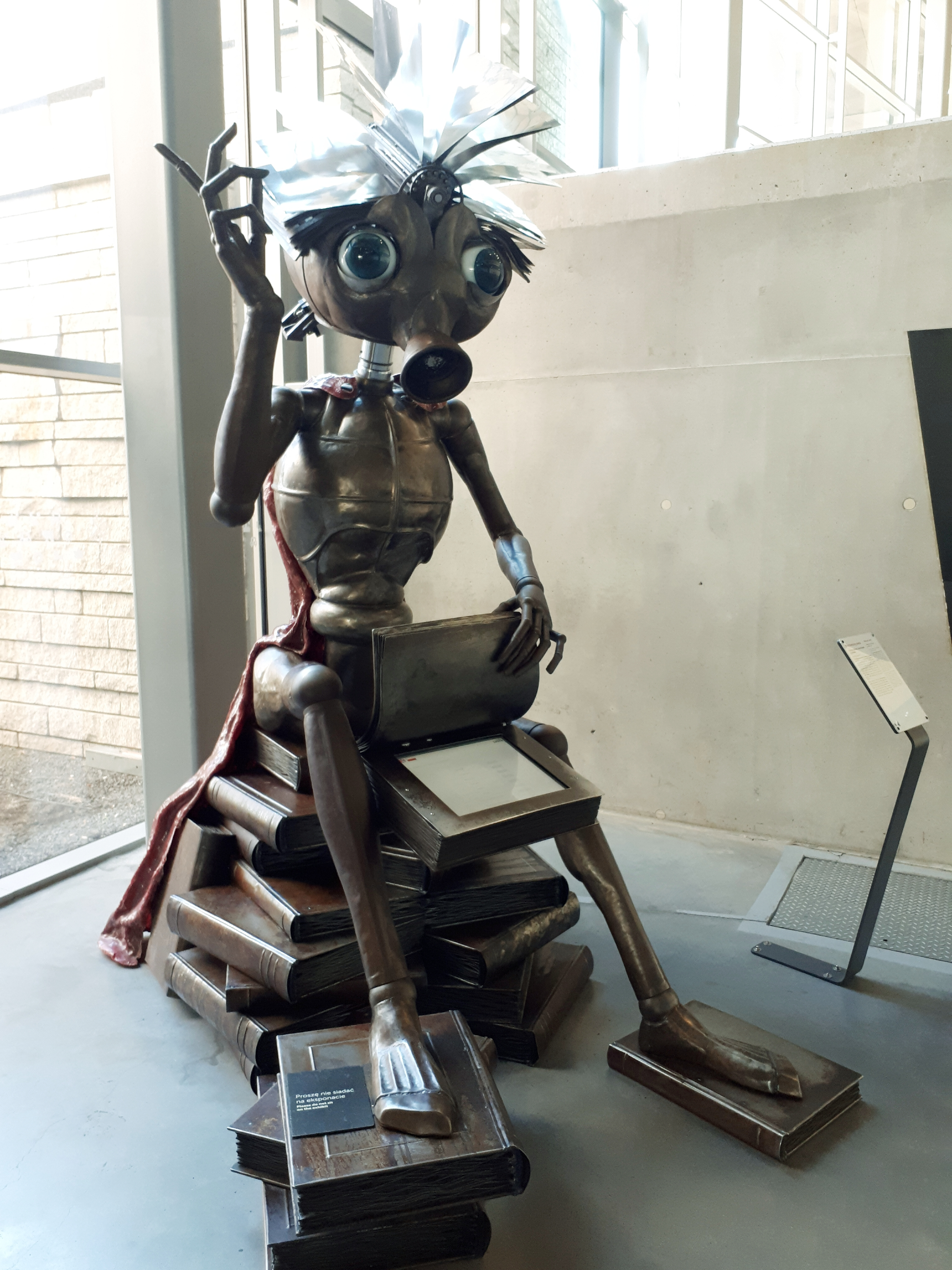
Электрический поэт Электрувор (Elektrybałt) в Центре науки «Коперник», Варшава

Впервые свои взгляды на теорию литературы Лем высказал в статье «О современных темах в прозе», опубликованной в ноябре 1955 года в журнале «Nowa Kultura». В ней начинающий писатель в рамках шедшей тогда полемики между «схематизмом» и «антисхематизмом» призывал писателей приближать соцреализм к правде жизни — не умалчивать о проблеме загрязнения окружающей среды в Кракове, не порочить в художественных произведениях противников социализма, придумывая им негативные черты характера, и не умалчивать о «вражеских» книгах, как будто их нет. Как отмечает В. Волобуев, хотя Лем так и не вступил в ПОРП, такой текст мог написать любой другой партийный писатель. Основными работами Лема в области литературоведения являются монографии «Философия случая» (1968) и «Фантастика и футурология», а также рассказы и очерки, вошедшие в сборник «Критические статьи и эссе». В ряде работ Лем критиковал структуралистские подходы в семиотике. По мнению польского лингвиста Ярослава Борушевского (Jarosław Boruszewski), Лему был ближе семиотический функционализм Ежи Пельца.
В статье 1958 года «Science-fiction» Лем критиковал американскую фантастику за то, что она превратилась в скопище бессмысленных коммерческих поделок и компрометирует жанр. Свои фантастические романы Лем тоже оценивал не очень высоко. В «Фантастике и футурологии» (1970) он подверг нелицеприятному разбору свой роман «Возвращение со звёзд» и пришёл к выводу, что основной тезис о невозможности избавиться от зла медицинскими методами в романе недостаточно обоснован. Романтическая линия только теоретический провал, но, как пояснял писатель, сюжетный балласт он был вынужден добавлять из жалости к своим героям. В «Философии случая» Лем констатирует, что научная фантастика является обособленным жанром, существующим вне «нормальной» и «качественной» литературы, развивающимся по законам своего «литературного гетто». Такая ситуация, по мнению Лема, связана с беспомощностью критики, рассматривающей совершенно различные произведения на основании общих критериев. Следуя методологии Флека, он объясняет предвзятость критиков следованием сложившемуся в их «мыслительном коллективе» определённому стилю мышления, не позволяющему замечать отклонения от теоретико-жанровых схем. Лем выступает против теорий, которые стремятся определить литературное произведение на основе объективных критериев, в том числе онтологического подхода Романа Ингардена («Das literarische Kunstwerk», 1931). Его антиэссенциалистская программа направлена как против формальной самодостаточности литературного произведения, на которую претендует Ингарден, так и против предполагаемой интерсубъективности читательского опыта. Успех определяется культурным окружением читателя, его типовыми ожиданиями, потому новаторские произведения могут вызывать раздражение. «Философия случая» вызвала бурную дискуссию среди польских структуралистов, основными участниками которой были филологи Генрик Маркевич и Януш Славиньский. По её итогам Лем опубликовал ряд очерков, среди которых наиболее значительны «Признания антисемиота» (1972) и «Фантастическая теория литературы Цветана Тодорова» (1973). Последний стал ответом на работу французского философа болгарского происхождения Цветана Тодорова «Введение в фантастическую литературу» (1970), в котором польский писатель сформулировал собственную теорию фантастического. Критикуя «пустословие структуралистов», Лем констатирует невозможность построения теории на нерепрезентативной выборке анализируемых произведений, как это делает Тодоров, и опровергает вывод французского исследователя, сводящему научную фантастику к «иррационализму, воплощённому в псевдонаучность». Работы Лема и Тодорова стали новаторскими в теории фантастики и вскрыли отсутствие единого понимания термина «фантастическое», но, в целом, последовавшая за тем дискуссия не была плодотворной. Как поясняет современный болгарский литературовед Миглена Николчина, претензии Лема к Тодорову следует рассматривать в более широком контексте. В частности, в свете шедшей в 1960-х годах дискуссии в странах Восточного блока относительно рецепции творчества Франца Кафки, проходившей в Польше и Болгарии по-разному.
Общим местом лемологии является утверждение, что в литературоведческой среде работы Лема по теории литературы «либо критиковали, либо относились к ним с пренебрежением». В частности, в 1970-х годах Лема обвиняли в некорректной критике Тодорова, как отмечает Борушевский, безосновательно. Автор монографии по теории литературы Лема Анджей Василевски (Andrzej Wasilewski) полагает, что идеи Лема не соответствовали парадигмам XX века и потому представлялись теоретикам экзотическими измышлениями писателя-фантаста. Публикуя свою «Философию случая» в период господства структурализма, Лем решился выйти на поле литературоведения именно для того, чтобы выразить свою оппозицию ведущему дискурсу. Полагая, что и вся структуралистская теория, и адаптированная ею философия Романа Ингардена эмпирически неверны, он решил прибегнуть к методологии точных наук, кибернетике и теории систем. В своём послесловии к «Фантастике и футурологии», Е. Яжембский отмечает, что Лем игнорирует все современные ему исследования по теории литературы, пытаясь разобраться с интересующими его проблемами «с помощью аналитического мышления и понятийного аппарата, позаимствованного сколь у литературоведов, столь и у семиотиков, информатиков и специалистов по теории игр». Критики также отмечали методологические проблемы в теоретических работах Лема, отсутствие в них чётко определённого терминологического аппарата.

#### Теория фантастики и детектива
Классификация фантастической литературы у Лема построена по онтологическому принципу, то есть сравнивает способы существования миров в различных жанрах. Вслед за французским философом Роже Кайуа («Au cœur du fantastique», 1965), полагавшему, что «пробным камнем фантастики является неустранимое ощущение странности», он выделяет жанры народной сказки (Weird Tale), литературной сказки (Fantasy), литературы ужасов и научно-фантастической повести (Science Fiction). Мир сказки является местом действия сверхъестественных сил, поддерживающих идеальное равновесие между добром и злом: в нём нет ограничений законов природы, господствует этический детерминизм, а принадлежность персонажей к «добрым» или «злым» не меняется по ходу повествования. Из всех миров, сказочный наименее эмпиричен. На шаг ближе к действительности фэнтези, где событиям и чудесным явлениям даются некоторые объяснения и есть место случайности. В фэнтези фея может сломать ноги и руки, попав под карету, а лампа Аладдина сломаться. Если сказку можно представить игрой с нулевой суммой, то итог фэнтези не предопределён. В литературе ужасов нарушения нормального порядка вещей не являются всеобщими или постоянными. «Шокирующий» эффект достигается необъяснимостью отклонения от нормы, гипертрофированным значением статистических флуктуаций. Спасение привычной онтологии в таком мире возможно через автодиагноз психоза. Научная фантастика, согласно Лему, стремится к тому, чтобы её онтология скрупулёзно имитировала реальный мир. Фантастика конструирует мир «реальный, но странный»: в его достоверность невозможно поверить без некоторого умственного усилия, но он возможен «в принципе». Лем дополнительно разделяет фантастические миры с точки зрения их совершенства, рассматривая как утопии в целом, так и их «хорошие» (эвтопия) и «плохие» (дистопия, антиутопия) разновидности. Эвтопии встречаются в раннем творчестве Лема как миры победившего коммунизма. Лем считал фантастику, особенно американскую, интеллектуально убогой. Возвращаясь в одном из поздних интервью к истории с SFWA («Меня бесят зло и глупость»), писатель сетовал, что его призывы к увеличению познавательной ценности произведений не были услышаны. Коммерциализация и китч возмущали его и в экранизации «Солярис» Стивена Содерберга.

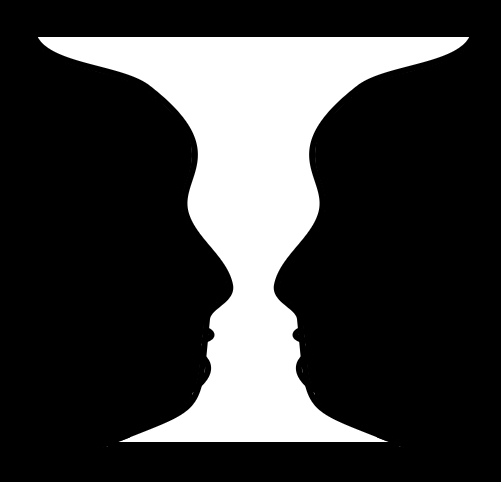
Сложность адекватного восприятия реальности в «Расследовании» иллюстрируется на примере «Вазы Рубина»

Теория детективного жанра разработана у Лема не столь подробно, как фантастического. В своём эссе «О детективном романе» (1960, входит в сборник «Выход на орбиту») он демонстрирует глубокое знакомство с историей развития жанра, с его классиками и не очень известными авторами. Лем рассматривает два основных криминальных канона: классический европейский детектив и современный американский. Различие между ними писатель отмечает как в трактовке образа сыщика, так и способах реализации криминальной конвенции через связь ключевых компонентов жанра — личности преступника, его мотивов и техники преступления. Американский тип, использующий в качестве мотива организованную преступность, Лему более интересен. Отличительной чертой европейского детективного романа Лем называет «растущее пренебрежение критериями правдоподобия», схематичность, замкнутость и условность. Согласно Лему, автор детектива, желающий создать нечто большее, чем просто «коммерческое чтиво», должен ввести в своё произведение элемент случайности без потери интриги. Германский литературовед Сильвия Вернер (Sylwia Werner) полагает, что криминальные тексты Лема задуманы как критика философской феноменологии, стремящейся в платоновской манере увидеть за видимостью сущность. Ставя такие цели, писатель создаёт антикриминальный роман (нем. Anti-Kriminalroman), в котором акаузальное повествование ведётся средствами «нового романа».

#### Лингвистика и языковая игра
По мнению американского литературоведа Кэтрин Хейлс, для Лема центральное место в литературе занимает диалектика хаоса и порядка. В её понимании, хаотическим является сам процесс творчества польского писателя, имея в виду его собственные утверждения о спонтанном и интуитивном процессе написания произведений, его автобиографические рассказы и многочисленные интервью, открывающие различные грани творческого процесса польского писателя. Такая диалектика является внутренним свойством языка, являющегося с одной стороны инструментом описания, а с другой — порождающего описываемые явления. Как отмечает исследовательница, Лем не был одинок в своих представлениях о самореферентности языка, указывая на аналогичные взгляды у французского семиотика Юлии Кристевой. В отличие от Кристевой, полагает Хейлс, Лем пытается найти смысловые маркеры, отличающие описание от создания, референтность от самореферентности, «предметность» за пределами постмодернистского вакуума. В эссе «Признания антисемиота» (1973), Лем рассуждает об антиномичных следствиях самовозвратности, и связывает тайну «понятия» с проблемой перевода, невозможностью реализации проекта машинного перевода и сложностью создания человеческого, конгениального исходному образцу. Одним из приёмов намеренного затруднения коммуникативной функции языка Лем называет введение неологизмов, «слов, которых в языке нет, но которым смысл придают известные каждому говорящему правила парадигматики, формирования слов, а также конситуация, воспроизведённая всем высказыванием, или весь контекст». Полученный результат имеет зачастую эмоциональную окраску, придающую дополнительное измерение тексту. Одновременно с тем язык находится вне логики, в нём можно поставить вопрос, не имеющий ответа («лыс ли нынешний король Франции?»). Такой приём можно обнаружить в «Кибериаде», где любая задача, если она сформулирована (материализация дракона, поиск истины, создание Ничто), может быть выполнена, если она описана средствами языка — надо просто создать соответствующую машину. Сходным образом, в стоящем на более прочном реалистическом основании «Гласе Господа», перед персонажами стоит проблема не создать что-то из ничего, но определить происхождение чего-то, пришедшего из пустоты. Повсюду в творчестве Лема фундаментальные категории (время, пространство, информация) переходят одна в другую, образуя «хаосферу».

### Публицистика
Лемологами высказываются различные мнения о причинах, по которым писатель отказался от написания художественной литературы в пользу публицистики. Отвечая в эссе «Моим читателям» (1973) на вопрос, почему он больше не пишет «истории о межпланетных экспедициях, о необыкновенных приключениях людей в космосе», Лем говорит, что нельзя пытаться спрятаться от будущего в утопии и что эскапистская литература не может помочь в преодолении футурошока. Этапным в постепенной эволюции Лема от повествовательных форм к нехудожественной литературе — эссе, философскому трактату и фельетону — многие исследователи называют роман «Глас Господа» (1968). Уже в «Солярис» наметился процесс сокращения сюжетного слоя и приобретения им вспомогательного характера. В более поздних произведениях сюжет появляется либо как отсылка к существующему циклу произведений («Осмотр на месте», «Фиаско»), либо как компонент переработанной версии прежнего произведения («Насморк»). Как отмечает А. Стофф, «Солярис» и «Глас Господа» соответствуют той стадии развития романа, в которой потеря остросюжетности связана с повышением уровня интеллектуализации. В разговорах с Бересем Лем признавался, что многие его романы — это просто «попытки моделирования философских проблем». В 2001 году П. Чаплински предположил, что с отменой цензурных ограничений в 1990-х годах Лем утратил необходимость высказываться иносказательно, а «буквализм» его не интересовал. С другой стороны, новые угрозы требовали явного на них указания, а форма фельетона давала возможность прямой коммуникации с обществом. С другой стороны, в условиях лавинообразного нарастания информации Лем не собирался упрощать реальность в своих текстах или сочинять о ней околонаучные небылицы.
В своих публицистических работах Лем свободно перемещался между литературой, наукой, философией, выдвижением гипотез, ни к чему не обязывающими фантазиями и пророчествами. Не считая футурологию наукой, невозможность предсказания будущего он иллюстрировал примером с шахматной партией, в которой один из игроков в любой момент может достать нож или разбить доску о голову противника, если ему так будет выгодно. Вместо этого Лем предлагал укрупнённые модели возможного направления развития мышления и технологии. Философской основой прогностики Лема является «материализм судьбы» или тихизм, основным положением которого тезис «технология является независимой переменной цивилизации». В своих предсказаниях Лем отталкивался от наиболее вероятных технологических сценариев, часть из которых была реализована, а другие, по причине «капитализма с его жадностью» — нет. По мнению П. Околовского, важнейшими прогнозами Лема являются предвидение им взрыва биотехнологии и неизбежного военного конфликта в мировом масштабе. Вторжение технологии в человеческое тело интересовало писателя с 1960-х годов, и ряд его предсказаний уже сбылись в результате стремительного развития исследований в области генетики и трансплантологии. К теме неотвратимости ядерного конфликта Лем неоднократно обращался в своей публицистики. В своей последней книге «Раса хищников» он пессимистически заметил, что «никакие катастрофы человечество не объединят».
Лем последовательно пессимистично высказывался на тему разрушающего воздействия на культуру развития технологий. Одну из основных опасностей для цивилизации он видел в росте населения, который ведёт к экологическим катастрофам, голоду и конфликтам. Писатель выступил с резким неприятием поддержанного католической церковью запрета абортов в Польше в 1993 году. По его мнению, борьба против абортов и контрацепции только усугубляла проблемы, и вместо того усилия следовало направить на разработку препаратов для подавления полового влечения и для сокращения сроков женской фертильности. Меньшим злом Лем считал препятствие оплодотворению, поскольку «чем дальше продвигается развитие, тем более эмбрион становится человеком».

## Признание и изучение

### Место в польской культуре

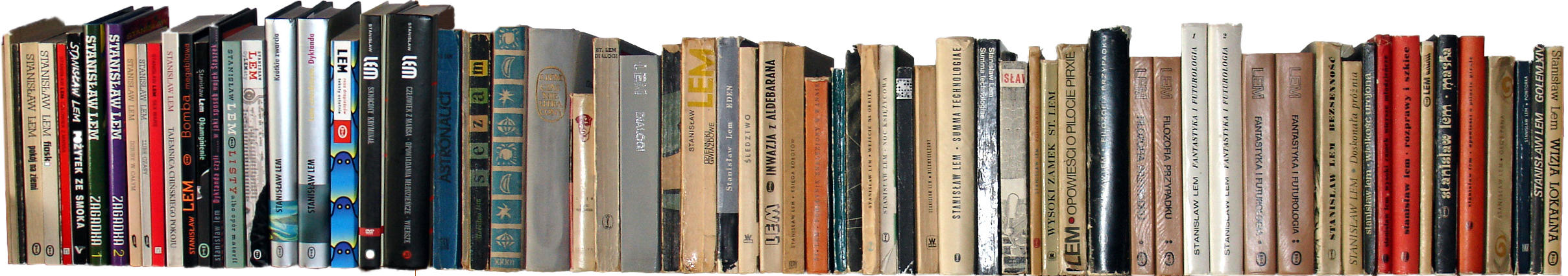
Коллекция первых изданий книг Станислава Лема на польском языке

Лем не был первым фантастом в послевоенной Польше, но в силу различных обстоятельств у него не оказалось конкурентов — книги Анджея Земенцкого, Зыгмунта Штаба, Казимира Врочиньского и Владислава Уминьского не прошли цензуру, Ян Бжехва тяготел к сказочной фантастике, а прочие авторы не обладали ни пониманием современной науки, ни литературным даром. В 1960-х годах фантастика, преодолевая период «американизации», начала возвращаться в мировой культурный контекст. Наряду с появлением направления «Новой волны», открытием десятилетия стала фантастика стран социалистического лагеря — западному читателю стали известны романы Ивана Ефремова, Станислава Лема и братьев Стругацких.
Со второй половины 1950-х годов польская литературная критика откликалась почти на каждое выходящее из-под пера писателя произведение. Глубокие обзоры раннего творчества в 1959 году подготовили Влодзимеж Мацёнг и Ежи Северский. Мацёнг, рассматривая рассказы из сборника «Вторжение с Альдебарана» и «Расследование», констатировал отсутствие в них философской глубины. Северский проанализировал эволюцию взглядов Лема на обитаемость космоса и возможность зарождения машинного разума, найдя их непоследовательными. Выход «Возвращения со звёзд» был критиками проигнорирован. По выражению исследователя Павла Маевского (Paweł Majewski), «история рецепции Лема — одна из печальных страниц польской культуры после 1945 года». В обзорах современной польской литературы творчеству писателя не уделяется значительного внимания. По мнению А. Гаевской, это объясняется как слабым интересом литературоведов к жанру научной фантастики, так и удалённостью занимавших Лема сюжетов от основных течений польской прозы. То обстоятельство, что польская литературная критика длительное время его не замечала, весьма огорчало писателя. Лем иронизировал, что вначале критика относила его книги к низкому жанру развлечений для молодёжи, а потом сразу переместила в разряд философии — «сначала литературы ещё не было, а теперь уже нет». Хронологически Лема включают в «поколение Колумбов», но тематическая связь его творчества с умонастроениями других писателей 1920-х годов рождения не вполне очевидна. Филолог Славомир Бурила выразил сомнение в том, что Лема как автора, далёкого от политической жизни страны, можно отнести к «поколению Колумбов», разве что, к поколению «еврейских Колумбов». Как писатель-фантаст Лем также не был тесно связан с предшествующей традицией. Польский философ Збигнев Мусял, признавая Лема заметным мыслителем XX века, указывает на ряд обстоятельств, способствовавших недопониманию и недооценке Лема как философа, прежде всего несовпадение интеллектуальных устремлений своего великого соотечественника с интеллектуальным контекстом эпохи — полжизни Лема пришлось на эпоху господства в Польше марксистской философии, в то время как на Западе одно за другим сменялись пропагандировавшие веру в непрерывный прогресс модные течения. Ни в том, ни в другом случае не оставалось места для исторического пессимизма Лема. Для массового читателя рассуждения Лема были ни интересны, ни понятны. Признание Лема в философии произошло в начале 2000-х годов: в 2001 году статья о нём была включена в вышедший в Беларуси, а затем в России «Новейший философский словарь» (автор статьи Александр Грицанов), а в 2003 году раздел о нём вошёл в трёхтомное польское издание «Польская послевоенная философия». Оба издания понравились писателю, хотя оценка в польском издании показалась ему несколько комплиментарной. После смерти Лема вышла монография Павла Околовского «Материя и ценности. Неолукрецианизм Станислава Лема» (2010).
Первым польским исследованием жизни и творчества Лема стала книга Эвы Бальцежак (Ewa Balcerzak) («Stanisław Lem», 1973), заложившая основу для последующей лемологии. Одним из первых польских лемологов считается Ежи Яжембский. При жизни писателя вышло четыре его собрания сочинений. Первое, в 28 томах, издавалось с 1965 по 1978 годы. Серия интервью, которые у Лема взял литературовед Станислав Бересь были первоначально опубликованы в ФРГ («Lem über Lem: Gespräche», 1986), затем в отцензурированном виде в Польше («Rozmowy ze Stanisławem Lemem», 1987) и, наконец, полностью под названием «Tako rzecze… Lem» в 2002 году. Беседы Леме с Бересем, являясь их совместным творчеством, содержат немало вызвавших споры высказываний — о «монгольских» лицах советских солдат, «благородном богаче» Джордже Соросе и т. п. Ряд интервью, взятых у Лема Павлом Околовским в начале 2000-х годов посвящены философским вопросам. При жизни писателя лемология превратилась в своеобразную научную дисциплину, с симпозиумами и сборниками статей по ритуальному набору тем. В одном из своих «Сильвических размышлений» (CXXIV, 2003) Лем положительно оценил научную активность вокруг своего творчества, хотя отметил тенденцию к курьёзным выводам.
В сентябре 2020 года Польский парламент объявил 2021 год «годом Станислава Лема» в честь 100-летия со дня рождения писателя.

### Лем в СССР и России

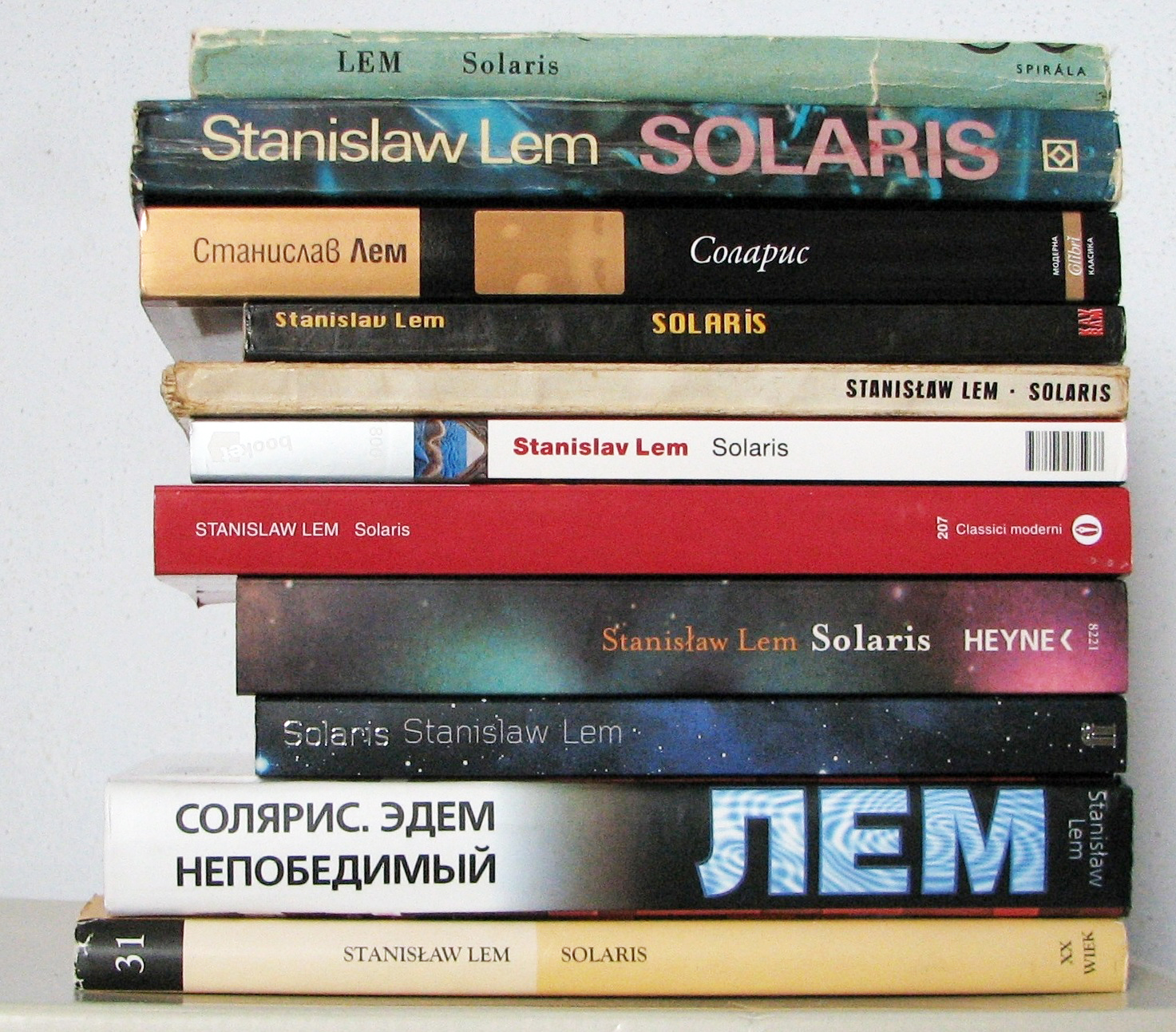
Издания романа «Солярис»

Как отмечает немецкая исследовательница поздней публицистики Лема И. Пёрцген, «Лем критикует Россию до степени русофобии. Он также выступает с обширной критикой США, Германии и Польши (и других стран), но ни к какой стране не относится так негативно, как к России». В политических текстах Лема и в его переписке Советский Союз и Россия предстают враждебной Польше страной. В одном из своих писем 1977 года он пространно сопоставляет жестокость немецких и советских оккупантов не в пользу последних. Писателю менее неприятна равнодушная жестокость представителей «высшей расы» к евреям, чем изобретательная тупость и мерзость, исходящая от русских солдат. Лем пишет, что «советская система как corruptio optimi pessima фактически есть система торговли всеми чертами, на какие оподлившийся человек вообще способен. Предательство и отдача на муки друзей, ложь на каждом шагу, жизнь в фальши с колыбели до могилы, растаптывание традиционных ценностей культуры… в общем, ясно, что эти насилия, убийства и обсирание — одна сторона монеты, а другая — это советское пуританство, викторианство, „родинность“, „патриотизм“, „коммунистическая мораль“ и так далее». Будучи атеистом, Лем, впрочем, не находил иного объяснения такому положению вещей, чем неверие в Бога советской «безумной ордой». В то же время, в 1965 году, рассказывая драматургу Славомиру Мрожеку о своей поездке в Советский Союз, Лем восхищался духовным горением русского народа, его «безоглядности» и «дикой молодости». В интервью 1982 года он вновь вспоминал о своих поездках в Москву и своём участии в работе над «Книгой друзей», для которой он написал «правдивый и искренний текст». Огромное впечатление произвели на писателя встречи с советскими читателями, от простых людей до Сергея Королёва. Столь же противоречивым было отношение Лема к постсоветской России, яростная критика которой сочеталась с признаниями в любви к русской культуре.
Первый перевод книги Лема в СССР вышел в 1957 году. Вскоре после рассмотрения Иностранной комиссией Союза писателей СССР «Астронавтов» роман в переводе Зинаиды Бобырь издала «Молодая гвардия». Примерно тогда же советский читатель познакомился с картиной коммунистического будущего в «Туманности Андромеды» Ивана Ефремова; советский роман был более масштабным, но уступал книге Лема по литературным достоинствам и технической прозорливости. В 1962 году на русский язык Дмитрием Брускиным был переведён роман Лема «Солярис», после чего книги писателя стали издаваться регулярно большими тиражами. Дружба с советским учёным И. С. Шкловским и его книга «Вселенная, жизнь, разум» вдохновила Лема на создание книги «Сумма технологии», которая в 1963 году вышла в Польше, а затем в 1968 году в СССР. С трудом Шкловского перекликается третий раздел его книги: «Цивилизации, космические корабли». Советская цензура настороженно относилась к творчеству Лема, а партийное руководство упрекало его в пессимизме. Как писал один из переводчиков Константин Душенко, в 1970 году роман «Глас Господа» был при переводе сокращён на треть и переименован в «Голос неба». Поскольку редакторы опасались всякой «метафизики» и «мистики», «Солярис» до конца 1970-х годов публиковался со значительными купюрами. Полное издание в переводе Галины Гудимовой и Веры Перельман вышло в 1992 году. Для обеспечения «правильного» восприятия, перевод «Суммы технологии» 1968 года было сопровождено двумя предисловиями, послесловием и комментарием. «Возвращение со звёзд» в 1966 году Отдел агитации и пропаганды ЦК КПСС осудил за негативное отношение к коммунистическому будущему человечества, и переизданий романа до 1991 года не было.
Лем хорошо знал русский язык, дал на нём около 70 интервью. Как и в польском литературоведении, русскоязычная критика долго не уделяла внимания творчеству Лема. Основную часть научных и критических работ составляли рецензии, заметки и интервью. Высокую оценку писателя заслужила статья Ирины Роднянской «Два лица Станислава Лема» (1973). Предисловие к одному из сборников написал космонавт Герман Титов (1965). Поклонники Лема создавали различные словари и сборники комментариев, как, например, «Мир Лема — словарь и путеводитель» Леонида Ашкинази. В 2011 вышел сборник под редакцией П. Сенеенкова «Станислав Лем. Предсказавший и увидевший своими глазами», основанный на интернет-материалах, в том числе Википедии. В 2012 году книгу о Леме издал инженер А. Н. Тетиор. В 2014 году появилось первое биографическое исследование Виктора Язневича, а в следующем году в серии ЖЗЛ вышла монография Геннадия Прашкевича и Владимира Борисова. С 2007 года в Самаре проводится регулярная конференция «Лемовские чтения».
В СССР и современной России произведения Лема регулярно переиздаются. Общий тираж его книг в СССР составил 4 миллиона экземпляров, а в России к 2012 году — 3 миллиона. По данным В. Язневича, при жизни Лема на русском языке было опубликовано 11 миллионов экземпляров произведений писателя, против 9 миллионов на польском. По данным В. Язневича, на январь 2022 года по-русски издано около 350 книг с произведениями Лема тиражом более 13 миллионов экземпляров. Первое собрание сочинений было подготовлено в 1990-х годах издательством «Текст». С 2002 года новое собрание сочинений публикует издательство АСТ.

### Переводы на европейские и азиатские языки
Первые переводы книг Лема были сделаны на немецкий язык. В 1954 году в ГДР под названием «Планета смерти» («Der Planet des Todes») вышли «Астронавты», а в 1956 году «Магелланово облако» как «Гость в космическом пространстве» («Gast im Weltraum»). Западнонемецкий читатель впервые познакомился с творчеством Лема в 1960 году, когда в издательстве Gebr. Zimmermann-Verlag вышел перевод романа «Эдем». Произведения Лема оказались востребованы в начале 1970-х годов, когда фантастика закрепилась в качестве «языка технической эпохи» и интеллектуально привлекательного способа размышления о научном прогрессе. Поскольку издатели во всём мире следили за книжным рынком ФРГ, популярность в Германии стала популярностью во всём мире. В 1971 году рассказ Лема «Крыса в лабиринте» дал название опубликованному издательством Insel Verlag сборнику, куда были включены также произведения Теодора Старджона, Джеймса Ганна, Кэтрин Маклин и других известных фантастов. В следующем году была запущена серия «Phantastische Wirklichkeit» («Фантастическая действительность»), где польский писатель был основным автором. Медийный и коммерческий успех привёл к тому, что начиная с 1973 года книги Лема стали выходить в престижной серии издательства Suhrkamp Verlag «Bibliothek Suhrkamp». Хорошо продавались и романы в мягкой обложке, и к 1991 году общий тираж его книг в Suhrkamp составил 2.5 миллиона экземпляров. Писатель постоянно беспокоился о качестве немецких переводов. Специалистов по польскому языку в ФРГ не хватало, и Suhrkamp привлекал переводчиков из ГДР. Достаточно рано в Германии начали изучать философское наследие Станислава Лема, автором нескольких книг на эту тему стал Берндт Грефрат. Хотя по числу переводов теоретических текстов Лема немецкие переводы уступают только русским, их появление не оказало значительного влияния на развитие мысли. В Германии, как и в Польше, произведения Лема включены в школьную программу.
Первым произведением Лема, ставшим известным английскому читателю, стал «Солярис» в переводе Джоанны Килмартин (Joanna Kilmartin) и Стива Кокса (Steve Cox). Из-за правовых ограничений перевод был выполнен с французской версии романа. Классическими переводами Лема на английский язык считаются работы Майкла Канделя. Сознавая плохое качество английской версии «Солярис», но желая захватить американский рынок, Лем в работе с Канделем сосредоточился на других своих произведениях. В результате прямой английский перевод «Солярис» появился только в 2011 году усилиями Барбары и Томаша. В ходе работы над «Кибериадой» Кандель плотно взаимодействовал с автором, который в многочисленных письмах разъяснял смысловые нюансы своих неологизмов. В 2013 году английский перевод «Суммы технологии» подготовила Джоанна Жилинска из Королевского колледжа Лондона. Жилинска отметила, что правильный старомодный польский язык Лема не прост в переводе. Сложнее всего было отразить «стилистическую акробатику» автора, но требовала внимания и его отражающая определённую гендерную политику склонность к использованию местоимения «он».
Первые переводы Лема на китайский язык появились в 1990-х годах. Сделанный в 1994 году перевод с английской версии «Кибериады» не получил известности, но «Солярис» в переводе Чэнь Чуньвэня (2005) с немецкого имел успех. В 2014 году вышел первый перевод «Солярис» с польского языка Цзинь Чжэньчжуна. Созданный при участии Майкла Канделя новый перевод «Кибериады» китайские читатели тоже встретили блакосклонно. В юбилейный 2021 год вышло множество новых переводов, включая «Сумму технологии». На сайте рецензий Douban.com произведения Лема имеют высокие оценки. Как отмечает переводчик Жуй Мао, проблема передачи смысловых эквивалентов неологизмов Лема, и без того сложная, в случае китайского языка становится ещё сложнее. Особенно непросто было решить, каким образом следует передать архаизированный стиль «Кибериады» и языковую игру средствами пиньиня.

## Экранизации и театральные постановки
Впервые предложение экранизировать романы «Астронавты» и «Магелланово облако» поступило Лему в 1956 году от Творческого объединения KADR. Замысел сценариста Кшиштофа Теодора Тёплица объединить в одном фильме сюжеты обоих романов крайне не понравился Лему. Предложив сосредоточиться на каком-то из мотивов выбранного романа, писатель начал работу над сценарием по «Астронавтам». После длительных обсуждений не имевшие опыта создания фантастических фильмов поляки передали проект восточногерманской ДЕФА. По мнению В. Орлинского решающую роль сыграли политические соображения. В итоге первой экранизацией Лема стал фильм совместного производства ГДР и Польши «Безмолвная звезда», снятый в 1960 году по роману «Астронавты». Критика его признаёт неудачным — унаследовав все недостатки оригинала, он был лишён его достоинств. Автору он совершенно не понравился, и Лем даже требовал убрать своё имя из титров. В типичной для ранних фантастических фильмов манере, персонажи «Безмолвной звезды» преодолевали все препятствия в своём стремлении к высшим формам общества и преобразованию материального мира. Та же идея присутствует в чехословацком фильме «Икар-1» 1963 года, снятого по мотивам романа «Магелланово облако». Научные экспедиции в обоих фильмах показаны в стилистике американских фильмов начала 1950-х годов («Место назначения — Луна», «Ракета X-M», «Покорение космоса»), но без распространённого в то время постапокалиптического или катастрофического уклона. Утопические темы романов Лема, выраженные через противопоставление разных моделей общества, авторами «Безмолвной звезды» были сведены к минимуму в духе соцреалистической идеи бесконфликтности. В «Икаре-1» социальная и политическая проблематика оригинала была сведена к психологическим проблемам в ходе длительного путешествия в замкнутом пространстве.
В плодотворном 1961 году Лем написал несколько сценариев для телевидения. По одному из них был создан мультфильм «Ловушка» («Pułapka») режиссёра Кшиштофа Дебовского (Krzysztof Dębowski) с музыкой Кшиштофа Пендерецкого, по другому Януш Маевский снял телеспектакль «Верный робот». Сценарий «Марек, Марыся и Евгений» остался нереализованным. В следующем году Дебовский сделал по лемовскому тексту ещё один мультфильм «Экскурсия в космос» («Wycieczka w kosmos»), также с музыкой Пендерецкого, а очередной спектакль «Приключения профессора Тарантоги» («Przygody profesora Tarantogi») снял Юзеф Слотвиньский. В 1963 году Лем получил предложение от «Мосфильма» об экранизации «Соляриса». Сомневаясь в возможностях воплощения этого романа, писатель предлагал экранизировать «Непобедимый». После того, как режиссёром был назначен Андрей Тарковский Лем согласился, и во второй приезд в Москву договор был заключён. В 1968 году телеспектакль по «Солярису» поставил Борис Ниренбург. В третий приезд Лема в Москву у писателя состоялся напряжённый разговор с Тарковским, с которым годом ранее общался в Польше. Лем не смог донести до советского режиссёра важность эпистемологической проблематики и отражения места человека в космосе, был крайне разочарован сценарием, но препятствовать экранизации не стал. Большие надежды Лем связывал с экранизациями «Рукописи, найденной в ванне», «Возвращения со звёзд» и «Насморка», сценарии к которым писал сам вместе с Щепаньским; ни один из этих проектов не был реализован. Снятые в 1970-х годах два фильма «польского Эда Вуда» Марека Пестрака, «Śledztwo» по «Расследованию» и «Дознание пилота Пиркса», были слабы практически во всех отношениях. Как и большинство предыдущих экранизаций, Лему не понравилась вышедшая в 1978 году «Больница Преображения» Эдварда Жебровского. В беседах с Бересем автор упрекал режиссёра в отступлении от исторической достоверности.

### Комментарии
1. ↑  В одном из писем Лем сообщал, что, возможно, правильной датой его рождения было 13 сентября, но из суеверных соображений в свидетельстве указали другое число[2].
2. ↑  Данную подробность Лем впервые сообщил в интервью своему другу, публицисту и политику Владиславу Бартошевскому[3].
3. ↑  Учебный год в Польше начинался с 1 октября[33].
4. ↑  В. Волобуев указывает, что воспоминания Лема очень схожи с циркулировавшими во Львове слухами, а также описаниями в послевоенной литературе, например, в повести «Великий страх» Ю. Стрыйковского[39].
5. ↑  Датировка переезда в Краков 1946 годом, видимо, ошибочна[58].
6. ↑  «Науковедческий кружок» Хойновского был коллектором всей зарубежной научной литературы, поступавшей тогда в Польшу.
7. ↑  Отец Барбары был экономом в поместье графини Лянцкоронской под Львовом[79].
8. ↑  В. Волобуев полагает, что пьеса была написана значительно позже, в период после начала десталинизации в 1956 году[83].
9. ↑  Издания в ГДР не принесли Лему денег, так как социалистические страны не заключили между собой договор о признании авторского права[93].
10. ↑  С 1960-х годов Лем был членом Польского кибернетического общества[пол.][96].
11. ↑  По поводу нередкого отнесения «Больницы» к соцреализму, В. Орлинский отмечает, что роман не имеет ничего общего с соцреализмом, а скорее с «гуманистическим персонализмом, которым Лем заразился в редакции „Tygodnik Powszechny“». Сам Лем категорически протестовал против классификации своего раннего творчества как соцреализма, на почве чего в конце жизни поссорился со С. Бересем[109].
12. ↑  Иллюстрированный еженедельник «Zdarzenia» выходил небольшим тиражом до 1960 года. Платили они не регулярно, на что Лем жаловался в своих письмах[121].
13. ↑  Михал Зых (Michał Zych, род. 1954) – сын сестры Барбары. В детстве он часто болел и жил с бабушкой в доме Лемов[129].
14. ↑  Название отсылает к «Сумме теологии» Фомы Аквинского, которую Лем не читал[143].
15. ↑  Проблемы со слухом у Лема начались с 1944 года, когда прямо перед ним взорвался советский снаряд[163].
16. ↑  Дик также был разгневан тем, что не смог получить гонорар за готовящееся польское издание «Убика», так как платили только злотыми (по валютному законодательству ПНР), а Лем ещё и предложил Дику прилететь за ними в Польшу за счёт издательства, но тот отказался[174]. Дик обдумывал способы обхода тех законов, но Лем его не поддержал[175][176].
17. ↑  С 1975 года в Израиле жил переводчик Рафаил Нудельман, с которым Лем переписывался[190].
18. ↑  Около 30 лет был популяризатором и литературным агентом Лема в Европе и Америке, и автор в 1990-х безуспешно судился с ним в Австрии из-за завышенной платы за это. После Лем попросил издательства высылать гонорары непосредственно себе[221].
19. ↑  Использование архаичных выражений, взятых из трилогии Сенкевича характерной чертой стиля отца называл Томаш Лем[236].
20. ↑  Описания местности, больницы и событий не поддаются однозначной географической и исторической интерпретации[263].
21. ↑  Имеется в виду «Расследование».
22. ↑  Лем был категорически не согласен с приписанным ему А. Тарковским мнением, что «каждый новый этап познания приводит к своеобразному скачку в области морали»[283].
23. ↑  В интервью Яну Гондовичу[пол.] «Szczera rozmowa z filozofem i fantastą (naukowym)…»
24. ↑  Выражение «Мегабитовая бомба» появляется в первом издании «Суммы технологии» в значении «информационного барьера», ситуации, когда учёные будут уже не в состоянии усваивать и использовать научную информацию[322].
25. ↑  В одном только «Футурологическом конгрессе» их 409, причём 130 из них — названия наркотиков и лекарственных препаратов[366].
26. ↑  Данный тезис являлся основным предметом спора с Л. Колаковским, который, как ревизионист марксизма, отошёл от исторического материализма[374].
27. ↑  По «Солярису» также ставили театральные и балетные представления[397].

### Статьи и интервью Лема
- Лем С. Моя жизнь // Собрание сочинений в 10 томах. — М.: Текст, 1992. — Т. 1. — 416 с. — ISBN 5-87106-054-4.
- Так говорил… Лем = Tako rzecze… Lem / Пер. с пол. В. И. Борисова, В. И. Язневича. — М.: АСТ; Хранитель, 2006. — 764 с. — (Philosophy). — ISBN 5-17-037107-1.
- Лем С. Мой взгляд на литературу / Переводчики: В. И. Язневич, В. И. Борисов, К. В. Душенко, И. В. Левшин. — М.: АСТ Москва, 2009. — 857 с. — ISBN 978-5-17-036359-9.

### Исследования
на русском языке
- Бак Д. П. Биография непрожитого, или Время жестоких чудес: Фантастика Станислава Лема на рубеже столетий // Новый мир. — 1996. — № 9. — С. 193—207.
- Бжостек Д. Где заканчивается литература?: «Глас господа» и «Голем XIV» — «реликты романа» С. Лема // Искусство и ответственность. Литературное творчество Станислава Лема: сборник научных статей. — Екатеринбург—М.: Кабинетный учёный, 2017. — С. 139—152. — 178 с. — ISBN 978-5-7584-0253-5.
- Борисов В. И. Голос жителя Земли // Новое литературное обозрение. — 2006. — № 6 (82). — С. 315—325.
- Борисов В. И., Гаков Вл. Станислав Лем // Энциклопедия фантастики. — Минск: ИКО «Галаксиас», 1995. — 694 с. — ISBN 9856269016.
- Борисов В. И., Душенко К. В. Лем Станислав // Большая российская энциклопедия / Председатель науч.-ред. совета Ю. Осипов; Отв. ред. С. Кравец. — М.: Большая российская энциклопедия, 2010. — Т. 17: Лас-Тунас — Ломонос. — С. 211—212. — 784 с. — ISBN 978-5-85270-350-7.
- Быков Д. Л. Станислав Лем // Портретная галерея // Дилетант. — 2016. — № 11.
- Волобуев В. В. Станислав Лем – свидетель катастрофы. — М.: НЛО, 2023. — ISBN 978-5-4448-2148-0.
- Грицанов А. А. Лем Станислав // Всемирная энциклопедия: Философия. XX век / Гл. научн. ред. и сост. А. А. Грицанов. — М.—Минск: АСТ; Харвест; Современный литератор, 2002. — С. 413. — 976 с. — ISBN 5-17-012653-0.
- Зубов А. Лем и Американская ассоциация писателей-фантастов: опыт описания литературного конфликта // Искусство и ответственность. Литературное творчество Станислава Лема: сб. науч. статей. — Екатеринбург—М.: Кабинетный учёный, 2017. — С. 153—170. — 178 с. — ISBN 978-5-7584-0253-5.
- Козьмина E. Ю. Предисловие // Искусство и ответственность. Литературное творчество Станислава Лема: сб. науч. статей. — Екатеринбург—М.: Кабинетный учёный, 2017. — С. 7—10. — 178 с. — ISBN 978-5-7584-0253-5.
- Козьмина E. Ю. «Умозрительное расследование» в «Ананке» С. Лема и криминальная литература // Искусство и ответственность. Литературное творчество Станислава Лема: сб. науч. статей. — Екатеринбург—М.: Кабинетный учёный, 2017а. — С. 77—84. — 178 с. — ISBN 978-5-7584-0253-5.
- Козьмина E. Ю., Скубачевска-Пневска А. Литературная репутация Станислава Лема // Филологический класс. — 2019. — № 58. — С. 16—22. — ISSN 2071-2405. — doi:10.26170/FK19-04-02.
- Козьмина E. Ю. Теория научной фантастики и творчество Лема: диалог с Анджеем Стоффом // Annales Universitatis Paedagogicae Cracoviensis Studia Poetica. — 2021. — С. 57—75. — doi:10.24917/23534583.9.4.
- Макухин П. Г. Заочная дискуссия со Станиславом Лемом: проблема объяснения антропного принципа те(ле)ологически и «цепочкой случайностей» // Контекст и рефлексия: философия о мире и человеке. — 2017. — Т. 6, № 4А. — С. 131—149.
- Мышко Д. Р. «Антифинальная» позиция С. Лема в научно-фантастических романах 60—80-х годов: К проблеме типологии фабулы // Славяноведение. — 1995. — № 5. — С. 45—49.
- Мышко Д. Р. Станислав Лем — человек-парадокс // Рэспубліканскія Купалаўскія чытанні: зб. навук. артыкулаў (бел.) / рэдкал.: У. І. Каяла (адк. рэд.) і  інш. — Гродна: Гродзенскі дзяржаўны ўніверсітэт, 2010. — С. 296—301. — 415 с. — ISBN 978-985-515-362-8.
- Околовский П.[пол.]. Станислав Лем и разум. Философские этюды = Stanisław Lem a rozum. Etiudy filozoficzne / пер. с польского В. Язневича. — Минск: Галіяфы, 2022. — 224 с. — ISBN 978-985-7285-22-8.
- Орлинский В.[пол.]. Лем. Жизнь на другой земле = Lem. Życie nie z tej ziemi / пер. с польского И. Шевченко. — М.: Эксмо, Fanzon, 2019. — 477 с. — (Fanzon. Всё о великих фантастах). — ISBN 978-5-04-101996-9.
- Переводы произведений Станислава Лема на русский язык (1955—1986) (сост. К. В. Душенко) // Новое литературное обозрение. — 2006. — № 6 (82). — С. 326—339.
- Переводы произведений Станислава Лема на русский язык (1987 — 2006): отдельные издания (сост. М. Ф. Трифонов) // Новое литературное обозрение. — 2006. — № 6 (82). — С. 340—342.
- Первушин А. И. Сферомахия Лема как угроза космической экспансии // Воздушно-космическая сфера. — 2021. — № 4 (109). — С. 110—120. — doi:10.30981/2587-7992-2021-109-4-110-120.
- Прашкевич Г. М., Борисов В. И. Станислав Лем. — М.: Молодая гвардия, 2015. — 359 с. — (Жизнь замечательных людей; вып. 1519). — ISBN 978-5-235-03777-9.
- Сергеев А. Г. Лем Станислав // Краткая литературная энциклопедия / Гл. ред. А. А. Сурков. — М. : Советская энциклопедия, 1967. — Т. 4. Лакшин — Мураново. — С. 108—109.
- Стофф А.[пол.]. Диалог интерпретаций на тему «Возвращения со звёзд» // Искусство и ответственность. Литературное творчество Станислава Лема: сб. науч. статей. — Екатеринбург—М.: Кабинетный учёный, 2017. — С. 11—48. — 178 с. — ISBN 978-5-7584-0253-5.
- Тушиньска Ю. «Расследование» Станислава Лема как предвестье критики структурализма // Искусство и ответственность. Литературное творчество Станислава Лема: сб. науч. статей. — Екатеринбург—М.: Кабинетный учёный, 2017. — С. 128—138. — 178 с. — ISBN 978-5-7584-0253-5.
- Шафиков С. Г. Философская фантастика Станислава Лема. — М.: Флинта, 2019. — 288 с. — ISBN 978-5-9765-3974-7.
- Язневич В. И. Станислав Лем. — Минск: Книжный дом, 2014. — 448 с. — (Мыслители XX столетия). — ISBN 978-985-17-0830-3.

на английском языке
- Csicsery-Ronay I. Modeling the Chaosphere: Stanislaw Lem's Alien Communications // Chaos and Order: Complex Dynamics in Literature and Science / N. Katherine Hayles (ed). — University of Chicago Press, 1991. — P. 244—262. — 308 p. — ISBN 0-226-32144-4.
- Boruszewski P. Investigations of an anti-semiote: Stanisław Lem’s semiotic ideas in light of semiotic functionalism of Jerzy Pelc // Semiotica. — 2021. — № 240. — P. 41—56. — doi:10.1515/sem-2021-0015.
- Frelik P. Stanisław Lem's Summa Technologiae as Impossible Utopia // Science Fiction Studies. — 2013. — Vol. 40, № 3. — P. 439—450. — doi:10.5621/sciefictstud.40.3.0439.
- Hayles K. N.[англ.]. Chaos Bound: Orderly Disorder in Contemporary Literature and Science. — Ithaca : Cornell University Press, 1990. — 309 p. — ISBN 9780801497018.
- Keller L. Non-science fiction prose of Stanislaw Lem // The Soviet and Post-Soviet Review. — 2002. — Vol. 29. — P. 241—256.
- Keller L. Acta Lemiana Monashiensis. Special Stanislas Lem Edition of Acta Polonica Monashiensis. — Melbourne : R&S Press, 2021.
- Le Guin U. K. European SF: Rottensteiner's Anthology, the Strugatskys, and Lem // Science Fiction Studies. — 1974. — Vol. 1, № 3. — P. 181—185. — JSTOR 4238860.
- Loska K. Lem on Film // The Art and Science of Stanislaw Lem / P. Swirski (ed). — McGill-Queen’s University Press, 2006. — P. 172—180. — 197 p. — ISBN 978-0-7735-3046-1.
- Majewski P. Between an Animal and a Machine. Stanisław Lem’s Technological Utopia. — Peter Lang, 2018. — Vol. 10. — 243 p. — (Modernity in Question. Studies in Philosophy and History of Ideas). — ISBN 978-3-653-06830-6.
- Middleton-Kaplan K. Refractions of Holocaust Memory in Stanisław Lem’s Science Fiction // The Palgrave Handbook of Holocaust Literature and Culture / V. Aarons, Ph. Lassner (eds). — Palgrave Macmillan Cham, 2020. — P. 287—304. — 840 p. — ISBN 978-3-030-33428-4. — doi:10.1007/978-3-030-33428-4_17.
- Rosochacka A. “Is it Possible To Be Many Things at Once?” On Stanisław Lem’s The Mask // Czas Kultury. — 2018. — № 4. — P. 18—49.
- Suvin D. Three World Paradigms for SF: Asimov, Yefremov, Lem // Positions and Presuppositions in Science Fiction. — Palgrave Macmillan, 1988. — P. 99—111. — 227 p. — ISBN 978-1-349-08179-0.
- Swirski P.[англ.]. Stanislaw Lem. Philosopher of the Future. — Liverpool University Press, 2015. — 203 p. — ISBN 978-1-78138-466-8.
- Wegner P.[англ.]. Shockwaves of Possibility: essays on science fiction, globalization, and utopia. — Peter Lang, 2014. — Vol. 15. — 308 p. — (Ralahine Utopian Studies). — ISBN 978-3-03-430741-3.

на болгарском языке
- Николчина M.[болг.]. Цветан Тодоров и Станислав Лем: Едно продуктивно недоразумение // Поредица "Софийски диалози". — 2020. — С. 231—248.

на немецком языке
- Gräfrath B.[нем.]. Ketzer, Dilettanten und Genies. Grenzgänger der Philosophie. — Hamburg : Junius, 1993. — ISBN 3-88506-227-5.
- Spiegel S.[нем.]. Aus Lems Steinbruch der Theorie. Zu Phantastik und Futurologie // Ein Jahrhundert Lem (1921—2021). — Dresden : Neisse Verlag, 2021. — S. 71—85. — ISBN 978-3-86276-314-6.
- Schwartz M. „Eine Vision anderer Zeiten und Welten“ Der Osten Europas und die „Phantastische Bibliothek“ // Kulturtransfer und Verlagsarbeit. Suhrkamp und Osteuropa. — Dresden : Wilhelm Fink, 2019. — S. 85—112. — (Schriftenreihe des Instituts für russisch-deutsche Literatur- und Kulturbeziehungen an der RGGU Moskau). — ISBN 978-3-8467-6409-1.
- Werner S. Zufall und Ordnung in den Romanen Die Untersuchung und Das hohe Schloß von Stanisław Lem // Science oder Fiction? Stanisław Lems Philosophie der Wissenschaft und Technik. — Wilhelm Fink, 2017. — S. 77—96. — ISBN 978-3-7705-6174-2.

на польском языке
- Budrowska K. „Wywiad i atomy”. O niepublikowanym zbiorze opowiadań Stanisława Lema // Pamiętnik Literacki. — 2008. — Vol. XCIX. — P. 191—198. — ISSN 0031-0514.
- Czapliński P.[пол.]. Stanisław Lem - spirala pesymizmu // Teksty Drugie. — 2001. — Vol. 6. — P. 59—75.
- Gajewska A. Zagłada i gwiazdy. Przeszłość w prozie Stanisława Lema. — Poznań : Agora, 2017. — 240 p. — ISBN 978-83-232-3047-2. — ISSN 0554-8179.
- Gomułka Ł. Stosunek nauki i religii w myśli Stanisława Lema. W poszukiwaniu motywów Hellerowskich // Humanum. — 2016. — № 20. — P. 85—94. — ISSN 1898-8431.
- Jarzębski J.[пол.]. Wszechświat Lema. — Kraków : Wydawnictwo Literackie[англ.], 2003. — ISBN 83-08-03343-1.
- Jaźniewicz W. Doktor Lem. Anegdoty. solaris.lem.pl.
- Keller L. Acta Lemiana Monashiensis. Special Stanislas Lem Edition of Acta Polonica Monashiensis. Wstęp do lemologii (Introduction to lemology). — Melbourne : R&S Press, 2020. — Vol. 3/1. — 332 p.
- Krupecka I.[пол.]. Ustanowić wartości. Problematyka aksjologiczna w „Głosie Pana" Stanisława Lema // Przestrzenie Teorii. — 2006. — Vol. 6. — P. 231—247. — doi:10.14746/pt.2006.6.13.
- Kwosek J. Ciało i gnoza w wybranych utworach Stanisława Lema // Studia Pigoniana. — 2021. — Vol. 4. — P. 53—70. — doi:10.12775/SP.2021.003.
- Leś M. Stanisław Lem wobec utopii. — Białystok : Towarzystwo Literackie im. Adama Mickiewicza, 1998. — 189 p. — ISBN 83-86188-20-0.
- Majcher A. Stanisław Lem w anglojęzycznym obszarze kulturowym. Autonomia tłumacza a jego współpraca z autorem na podstawie przekładów wybranych utworów / Praca doktorska napisana pod kierunkiem dr hab. prof. UWM Ewy Kujawskiej-Lis. — Kielce : Uniwersytet Jana Kochanowskiego w Kielcach Wydział Humanistyczny, 2019. — 437 p.
- Michera W. Piękna jako bestia. Przyczynek do teorii obrazu. — Warszawa : Wydawnictwa Uniwersytetu Warszawskiego, 2010. — 414 p. — ISBN 978-83-235-0620-1.
- Potocka-Woźniak M. Różnorodność neologizmów w opowiadaniu Stanisława Lema pt. Kongres futurologiczny // Socjolekt - idiolekt - idiostyl: historia i współczesność. — Białystok : Wydawnictwo Prymat, Wydział Filologiczny Uniwersytetu w Białymstoku, 2017. — P. 249—258. — ISBN 978-83-7657-202-4.
- Rui M. Recepcja twórczości Stanisława Lema w Chinach i (nie)przetłumaczalność Cyberiady na język chiński // Studia Językoznawcze. — 2022. — № 9. — P. 65—73. — ISSN 1730-4180. — doi:10.18276/sj.2022.21-05.
- Szpakowska M.[пол.]. Ucieczka Stanisława Lema // Teksty. — 1972. — № 3. — P. 75—90.
- Wąs C. Wizje światów niemożliwych u Lema a współczesne tendencje antymetaizyczne w filozoii // Quart. — 2015. — № 3—4. — P. 27—39.
- Wasilewski A. (Nie) obecność Lema w literaturoznawstwie // Quart. — 2015. — № 3—4. — P. 67—81.

на чешском языке
- Brázda R. Kybernétův skeptický stín: o povaze lemova odmlčení // Pro-Fil. — 2021. — P. 3—17. — doi:10.5817/pf21-3-2433.